# Nissan Patrol
Nissan Patrol (укр. Ніссан Патруль) — японський автомобіль підвищеної прохідності компанії Nissan. 
Перше покоління позашляховиків Nissan Patrol з'явилося в 1951 році. У 1960 році друге покоління (Patrol 60 Series), яке випускалося без значних змін протягом 20 років. У 1988 році був запущений у виробництво Nissan Patrol Y60. За всю свою історію принцип конструкції залишився незмінним: могутня рама, нерозрізні мости, тяговитий невибагливий двигун. Patrol відрізняється високою прохідністю і надійністю навіть при важких умовах експлуатації.

## Перше покоління— 4W60 (1951—1960)

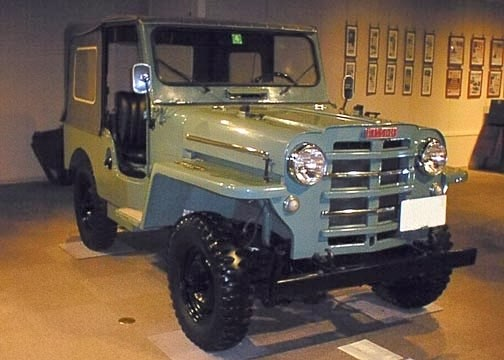
Nissan Patrol 1

Модель Nissan Patrol першого покоління (на внутрішньому ринку — Safari), виведена на ринок в 1951 році, була простим надійним багатоцільовим повнопривідником із тентованим верхом і без дверей, що нагадував американський Willys. Призначався він головним чином для «служби» в армії.

### Двигуни
- 3,7 л NAK Р6
- 3,7 л NB Р6
- 4,0 л NC Р6
- 4,0 л P Р6

## Друге покоління— 60 series (1960—1980)

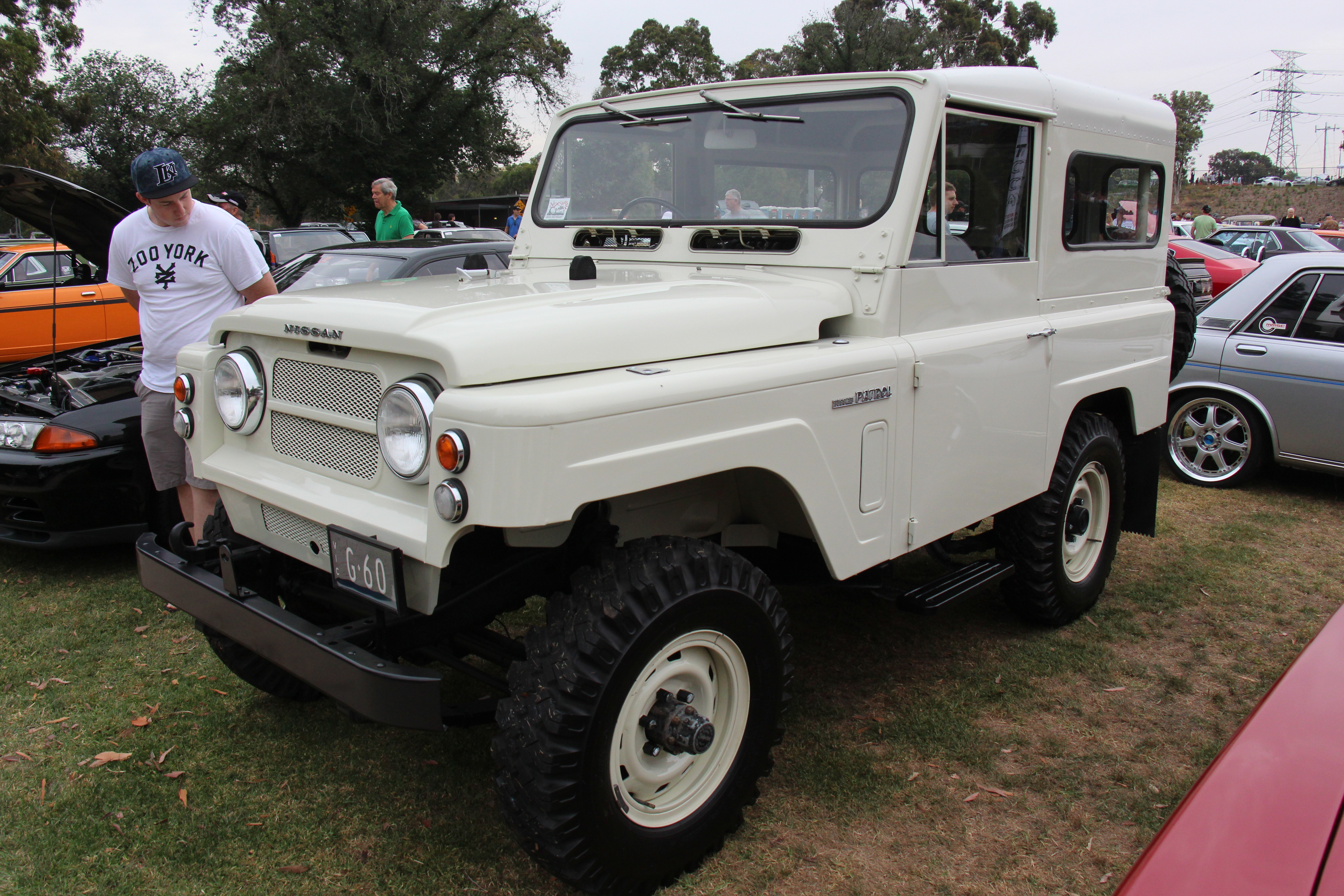
Nissan Patrol 60 series

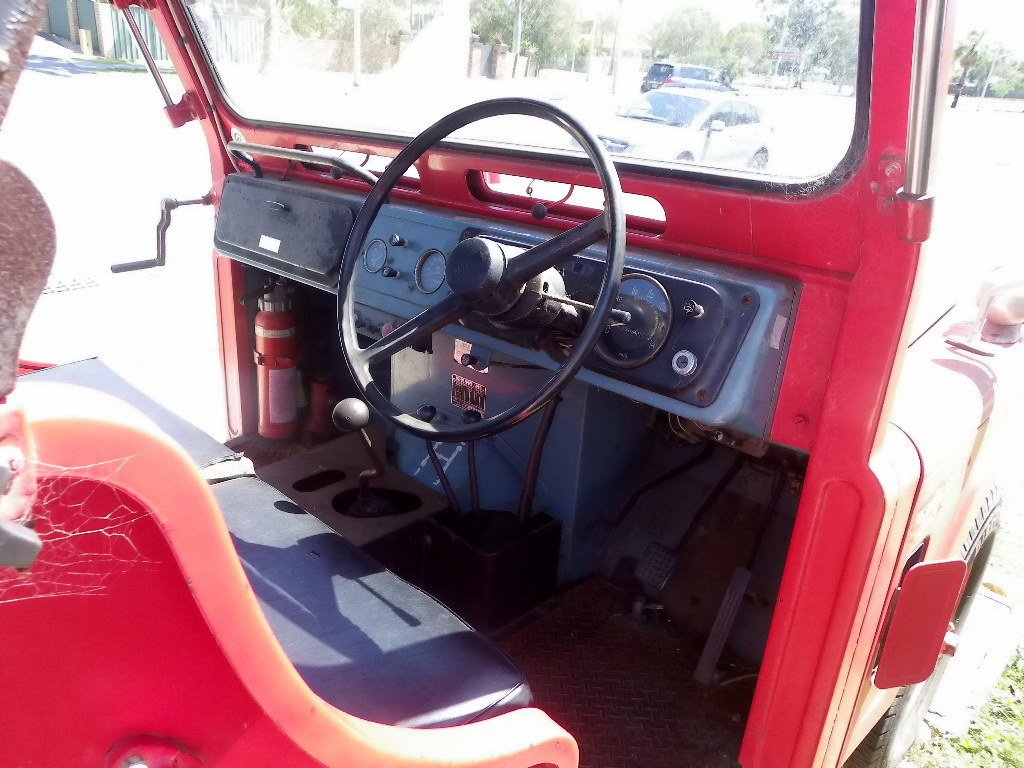

Наступна генерація позашляховика з індексом 60 («шестидесята» серія) випускалася без яких-небудь глобальних змін конструкції протягом 20 років, з 1960 по 1980 рік. Хоча модернізація здійснювалася регулярно. Ця більш комфортна машина проводилася як із м'яким верхом, так і з повністю металевим кузовом. Лінійка моделей також включала автомобілі з подовженою базою і пікапи.

### Двигун
- 4,0 л P Р6

## Третє покоління (1980—2002)

### 160 (1980—1985)

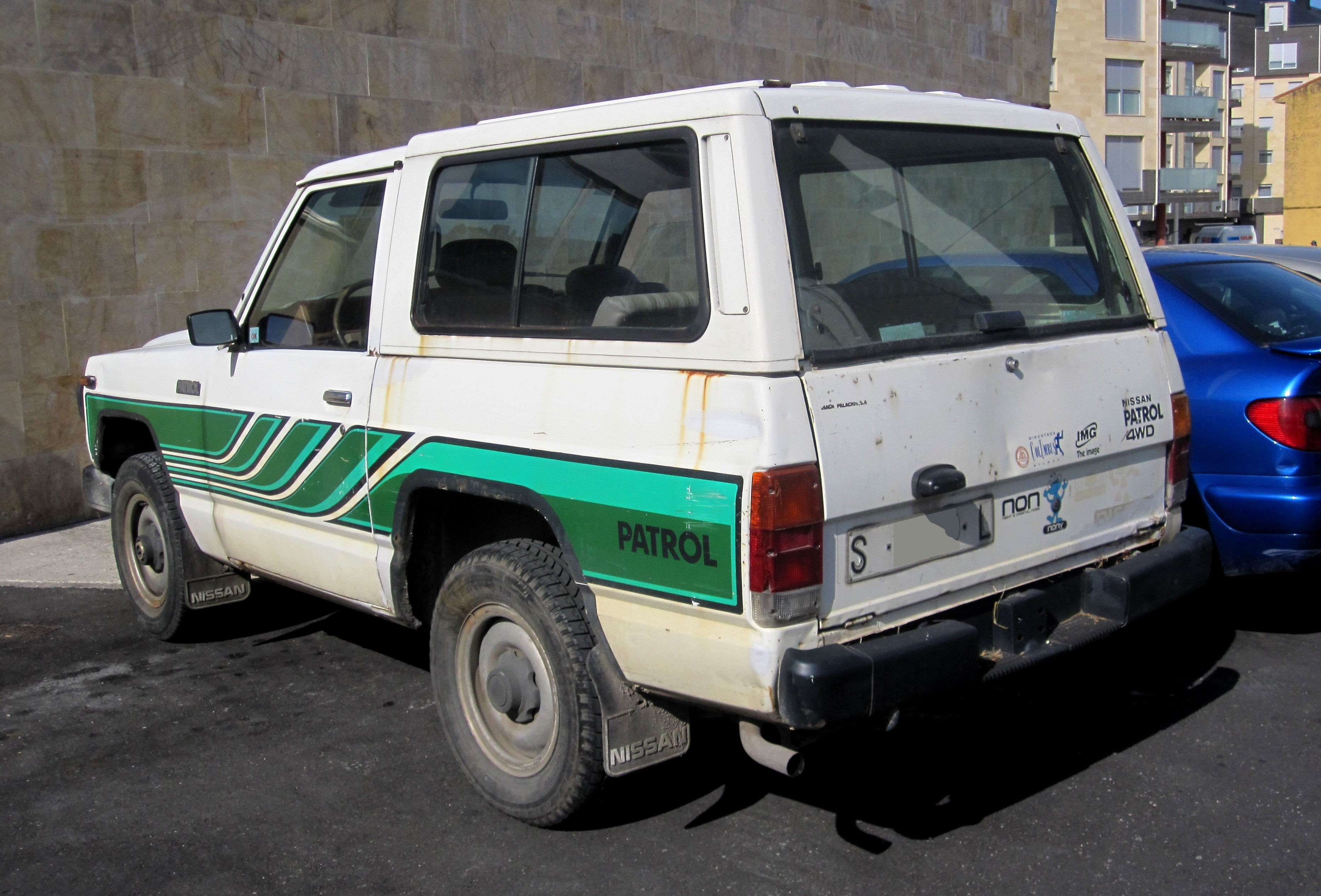
Nissan Patrol 160 (1980—1989)

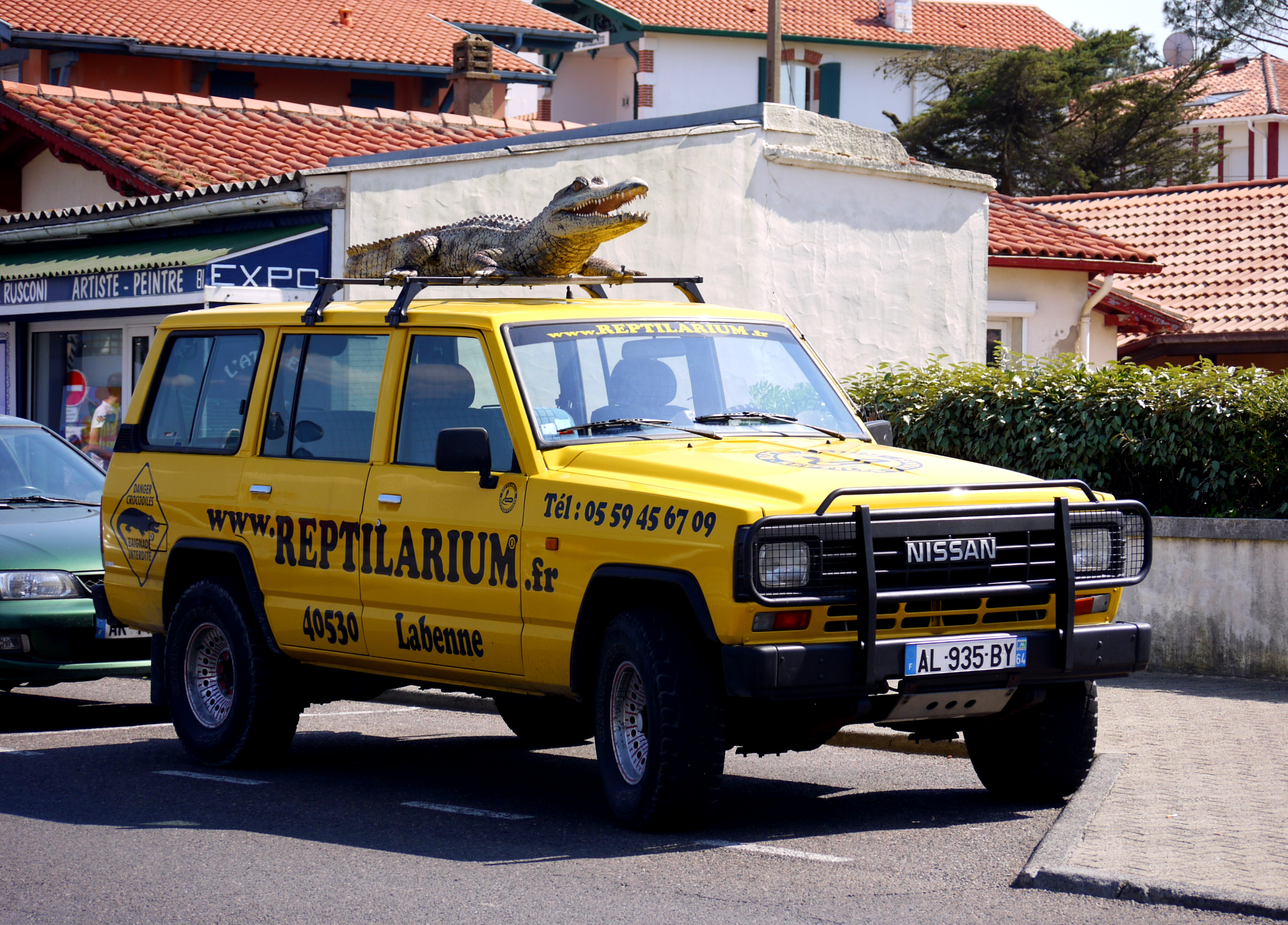
Nissan Patrol 160 (1980—1989)

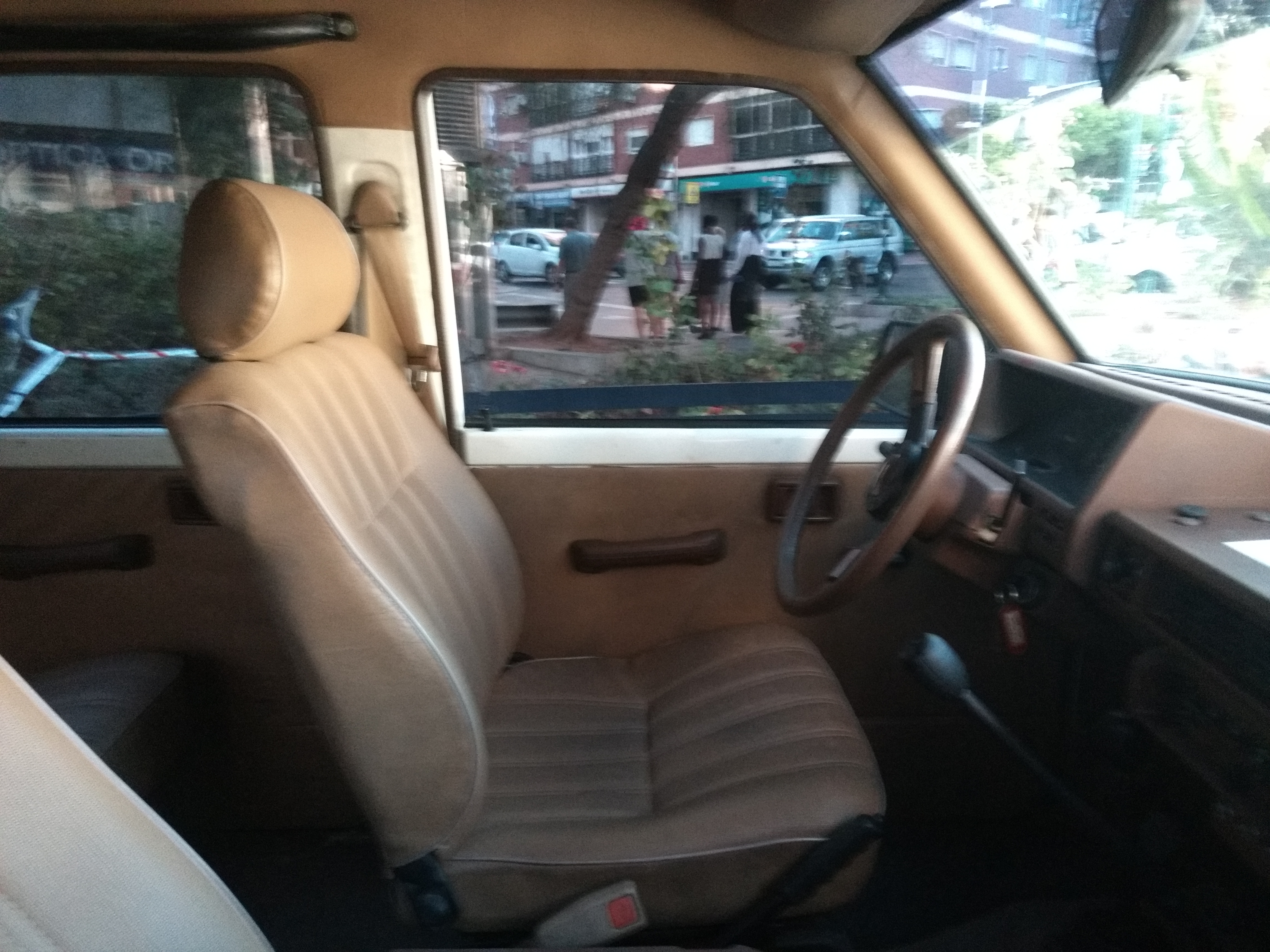
Салон Nissan Patrol 160 (1980—1989)

Наприкінці 1979 року компанія Nissan випустила абсолютно нову модель повнопривідного автомобіля Patrol, яка стала найбільш популярною з усіх, що існували поколінь цієї моделі. Це була серія 160 (Patrol R, MQ). У 1980 році ця машина була представлена в Європі, у Франції, на Паризькому автосалоні. Дизайн кузова та силові установки ґрунтовно модернізували: замість застарілого квадратного відсіку з'явився такий же за формою, але цілком сучасний (для початку 80-х років) корпус із квадратною оптикою, що мав трьох-і п'ятидверну версії.
Версії 1983 модельного року лише трохи підретушували, змінивши квадратні фари на круглі і злегка облагородивши кузов.
Автомобіль комплектувався системою повного приводу типу Part-time з заднім приводом, а при необхідності можна було включити передній міст. Була і роздавальна коробка з пониженими передачами.
До рядного 4,0-літрового дизельного двигуна для європейського ринку додали аналогічний бензиновий агрегат. У Японії Patrol пропонувався у варіантах з 2,8 л, 3,0 л, а також з 4,5-літровим бензиновим двигуном. У 1981 році в Європі надійшли в продаж автомобілі з укороченою колісною базою, оснащені 3,3-літровими 6-циліндровими атмосферними дизелями потужністю 95 к. с. До того ж на заміну старій «механіці» підготували 4-швидкісну повністю синхронізовану коробку передач.
На ринку був також запропонований Patrol, що вийшов під маркою Ebro, випущений компанією Motor Iberica в Іспанії. На ньому був встановлений дизель Perkins об'ємом 2,7 л, а пізніше — 2,8 л. Згодом іспанський Patrol оснащувався різними двигунами, у тому числі і чотирициліндровим дизелем об'ємом 2,8 л, а також іншими. В 1985 році продаж машин, що випускаються в Іспанії, як і в Японії, під маркою Nissan, була припинена. Однак в Ірані, де в 1985 році почалося виробництво ліцензійних Patrol 160, їх роблять до сих пір.

#### Двигуни
- 2,8 л L28/L28E Р6 121 к. с. 280 Н·м
- 4,0 л P40 Р6 145 к. с. 318 Н·м
- 3,3 л SD33 Diesel Р6 95 к. с. 215 Н·м
- 3,3 л SD33T Turbodiesel Р6 110 к. с. 255 Н·м

### 260 (1983—2002)

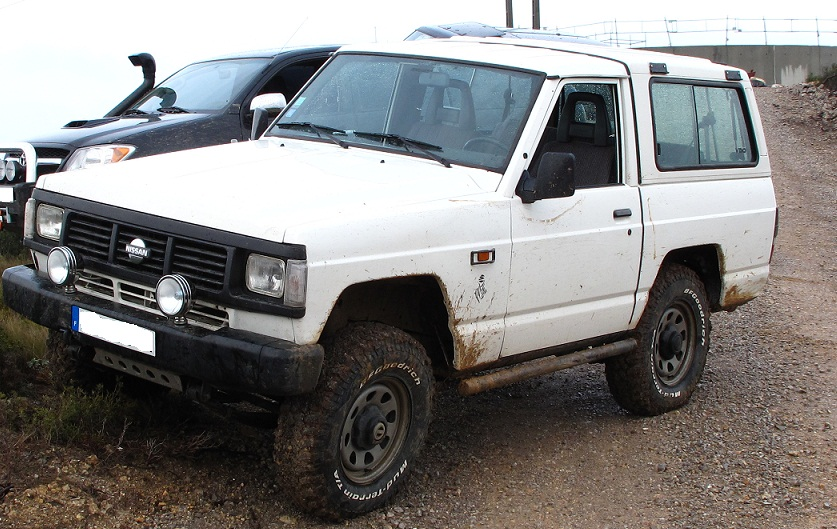
Nissan Patrol 260 (1983—2002)

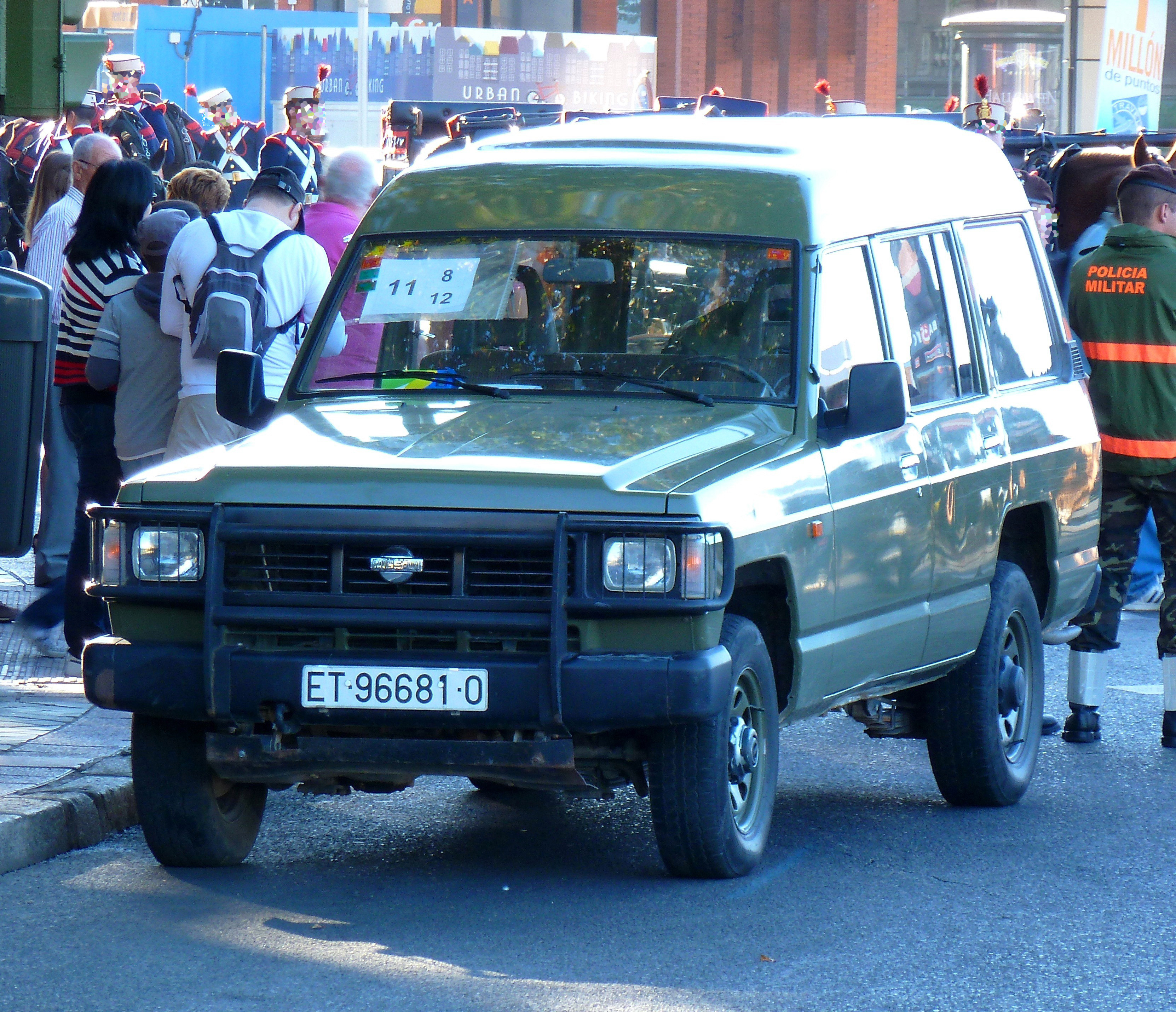
Nissan Patrol 260 (1983—2002)

Незабаром після виходу моделі Patrol 160, компанія підготувала їй заміну в особі нової 260-ї серії (Patrol 260). У зовнішності обох машин було багато спільного, однак 160-й пропонувався або з круглими передніми фарами, або з квадратними де поворотники були під фарами, а 260-й був із квадратними фарами біля яких монтувались поворотники. На 260 series ставився більш потужний міст, від чого вантажопідйомність була на 300 кг більшою. Новий Patrol, як і його попередник, пропонувався в коротко- і довгобазній версіях. Причому, існували варіанти з низьким і високим дахом, у яких верх міг бути або залізним, або знімним пластиковим.
Автомобіль комплектувався системою повного приводу типу Part-time з заднім приводом, а при необхідності можна було включити передній міст. Була і роздавальна коробка з пониженими передачами.
На додаток до бензинового 4-циліндрового двигуна об'ємом 2,8 л і 6-циліндрового об'ємом 3,3 л (з турбонаддувом і без нього), з'явився зовсім новий 6-циліндровий 2,8-літровий дизельний двигун із турбонаддувом, що володів рядом технічних нововведень. Новий двигун при швидкості обертання колінвала 4400 об/хв розвивав у виконанні з турбонаддувом потужність 115 к. с., а без нього — 93 к. с.
З появою у виробничій гамі Nissan моделі 260 серії компанія почала брати активну участь у різних ралі-рейдах. У 1984 році Patrol в незачетному дизельному класі виграв легендарне ралі Париж-Дакар, а через рік повторив свій успіх. Взагалі, з цим автомобілем пов'язаний початок численних спортивних успіхів Nissan — протягом багатьох років автомобілі Патрол залишалися майже одноосібними лідерами серед позашляховиків, завойовуючи призові місця в численних ралі.

#### Двигуни
- 2,8 л L28 Р6
- 2,7 л Perkins MD27 diesel Р4
- 2,8 л RD28T TD Р6 115 к. с. 235 Н·м
- 3,3 л SD33 turbodiesel Р6
- 4,7 л

## Четверте покоління— Y60 (1987—1998)

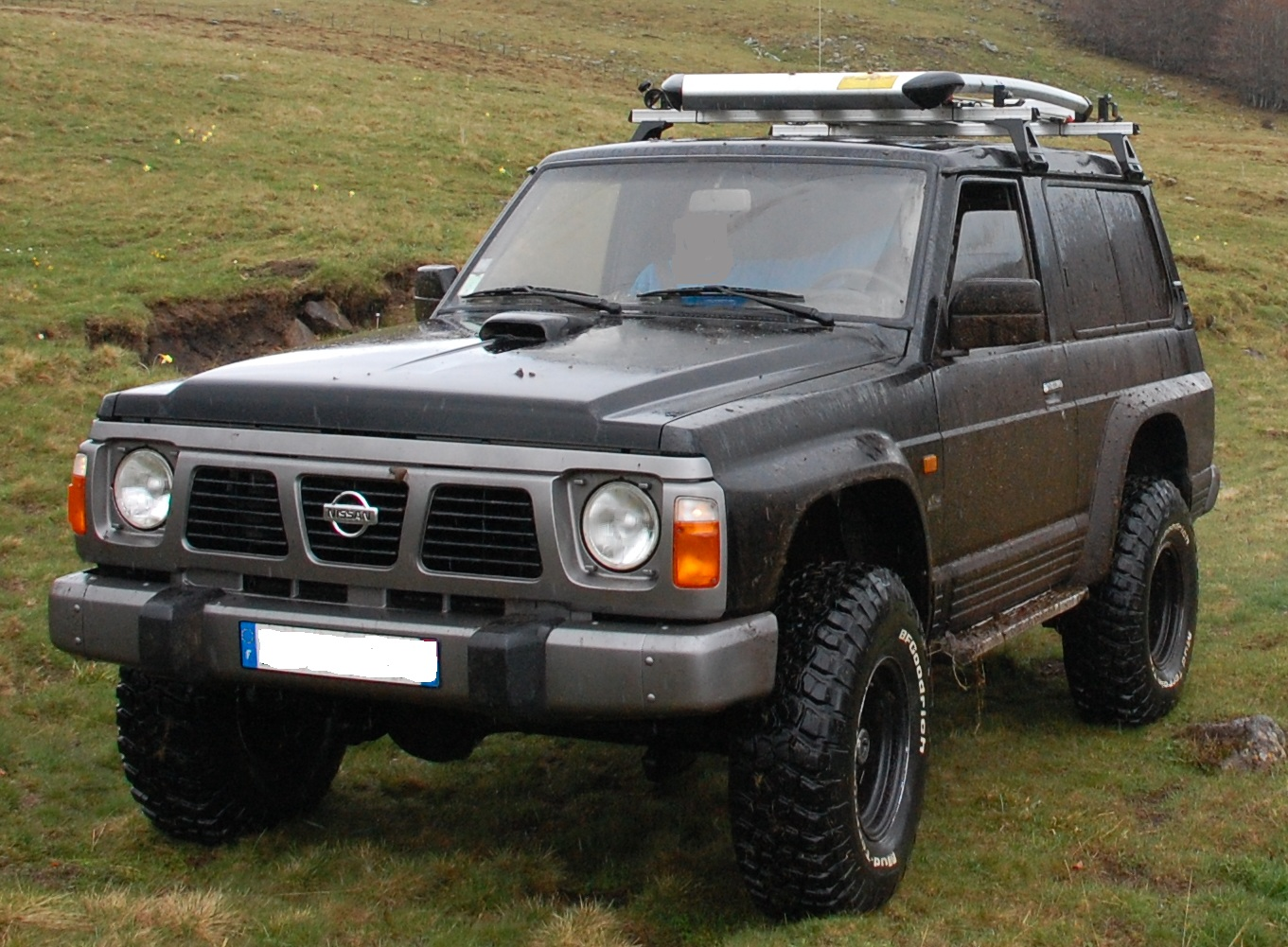
Nissan Patrol Y60 3-дв.

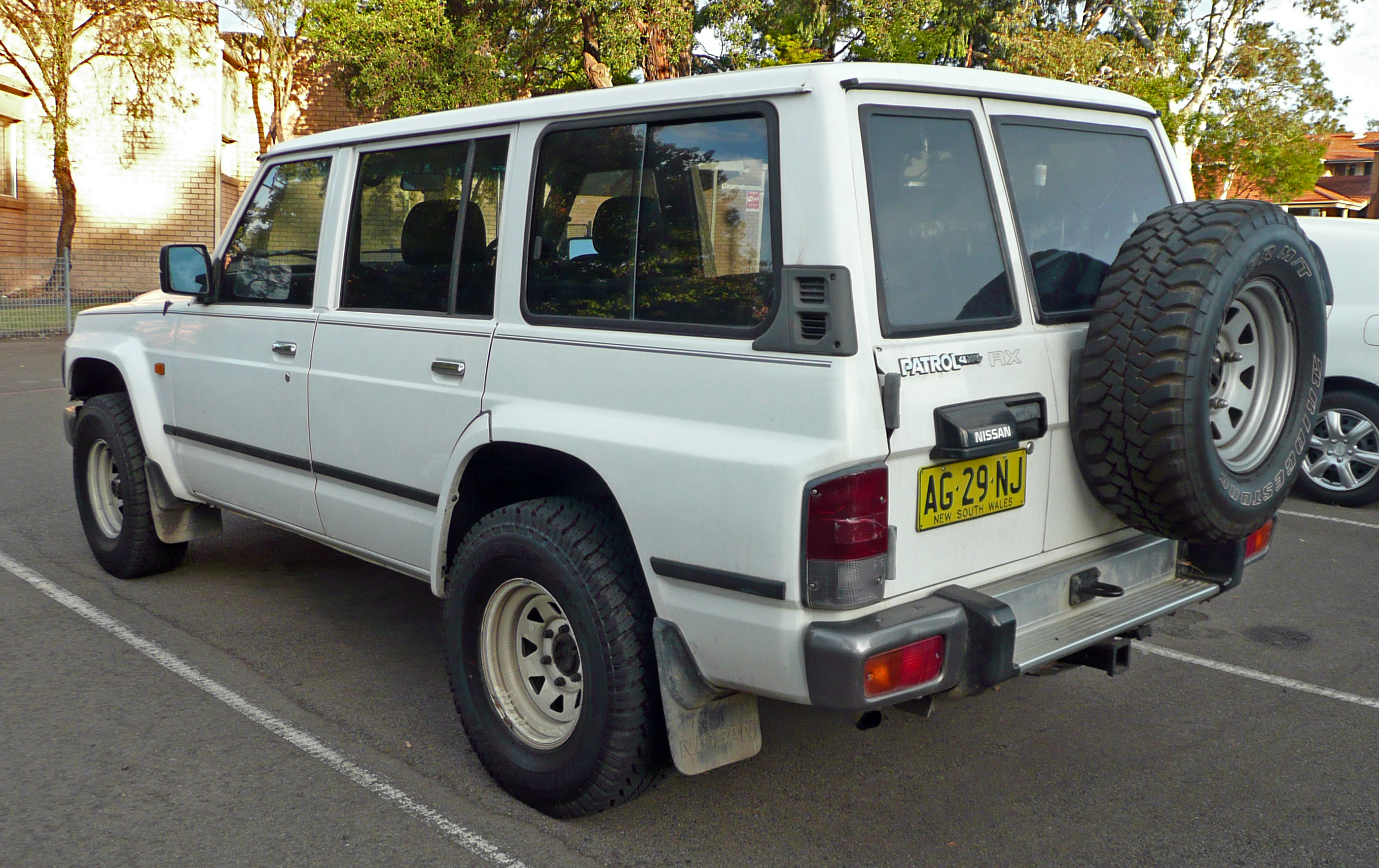
Nissan Patrol Y60

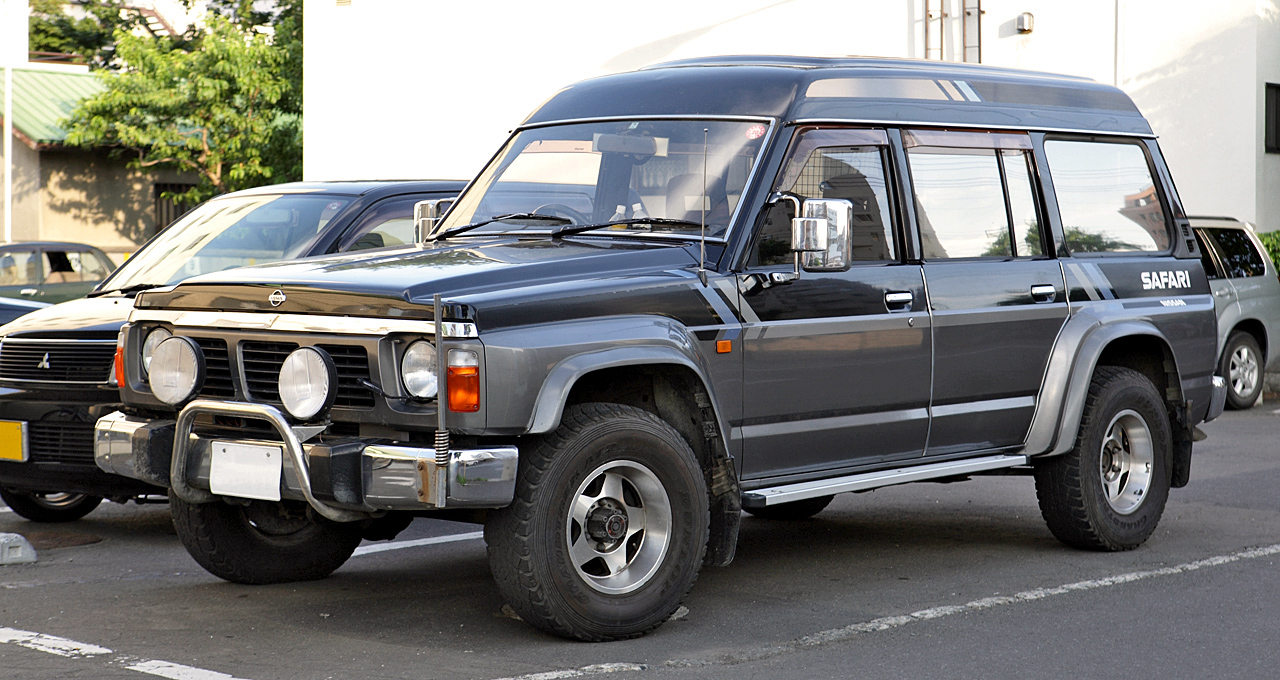
Nissan Safari Y60 з високим дахом

Чергова зміна поколінь Патрол відбулася в 1987 році. Нова генерація позашляховика, Nissan Patrol Y60, вона ж Patrol GR (абревіатура розшифровується як Grand Raid — «великий рейд»), випускалася як у Японії, так і в Іспанії і мала п'ять варіантів виконання: хардтоп, високий хардтоп, пікап, високий вен, універсал. У Японії вона називалася Nissan Safari — на згадку про успіхи на ниві ралі-рейдів.
Автомобіль комплектувався системою повного приводу типу Part-time з заднім приводом, а при необхідності можна було включити передній міст. Була і роздавальна коробка з пониженими передачами.
Patrol GR (Y60) був автомобілем більш оснащеним і більш комфортабельним, відрізнявся цілим рядом особливостей. Це більш широка колія, і, як наслідок, розширювачі арок, підсилювач приводу зчеплення, блокування диференціала, задні дискові гальма. Колісна база традиційно варіювалася по довжині, а дах по висоті. Замість архаїчних ресор мости посадили на пружини, хоча існувала і ресорна версія. Підвіска на спіральних пружинах більш комфортна, ніж на листових ресорах, встановлених на всіх попередніх моделях. П'ятидверний Patrol пропонує просторий салон, проте для їзди по пересіченій місцевості короткобазний трьохдверний варіант більш придатний.
Автомобіль комплектувався бензиновими двигунами RB30S 3,0 л Р6 (136 к. с.) та TB42S/TB42E 4,2 л Р6 (170/175 к. с.), а також дизелями RD28T 2,8 л (130 к. с.) та TD42 4,2 л (115 к. с.).
З 1988 по 1994 рік автомобіль продавався в Австралії під назвою Ford Maverick.

### Двигуни
- 3,0 л RB30S Р6 136 к. с. 224 Н·м
- 4,2 л TB42S Р6 170 к. с. 325 Н·м
- 4,2 л TB42E Р6 175 к. с. 330 Н·м
- 2,8 л RD28T Turbodiesel 130 к. с. 255 Н·м
- 4,2 л TD422 Diesel 115—125 к. с. 264 Н·м
- 4,2 л TD42T1 Turbodiesel 145 к. с. 330 Н·м

## П'яте покоління— Y61 (1997—)

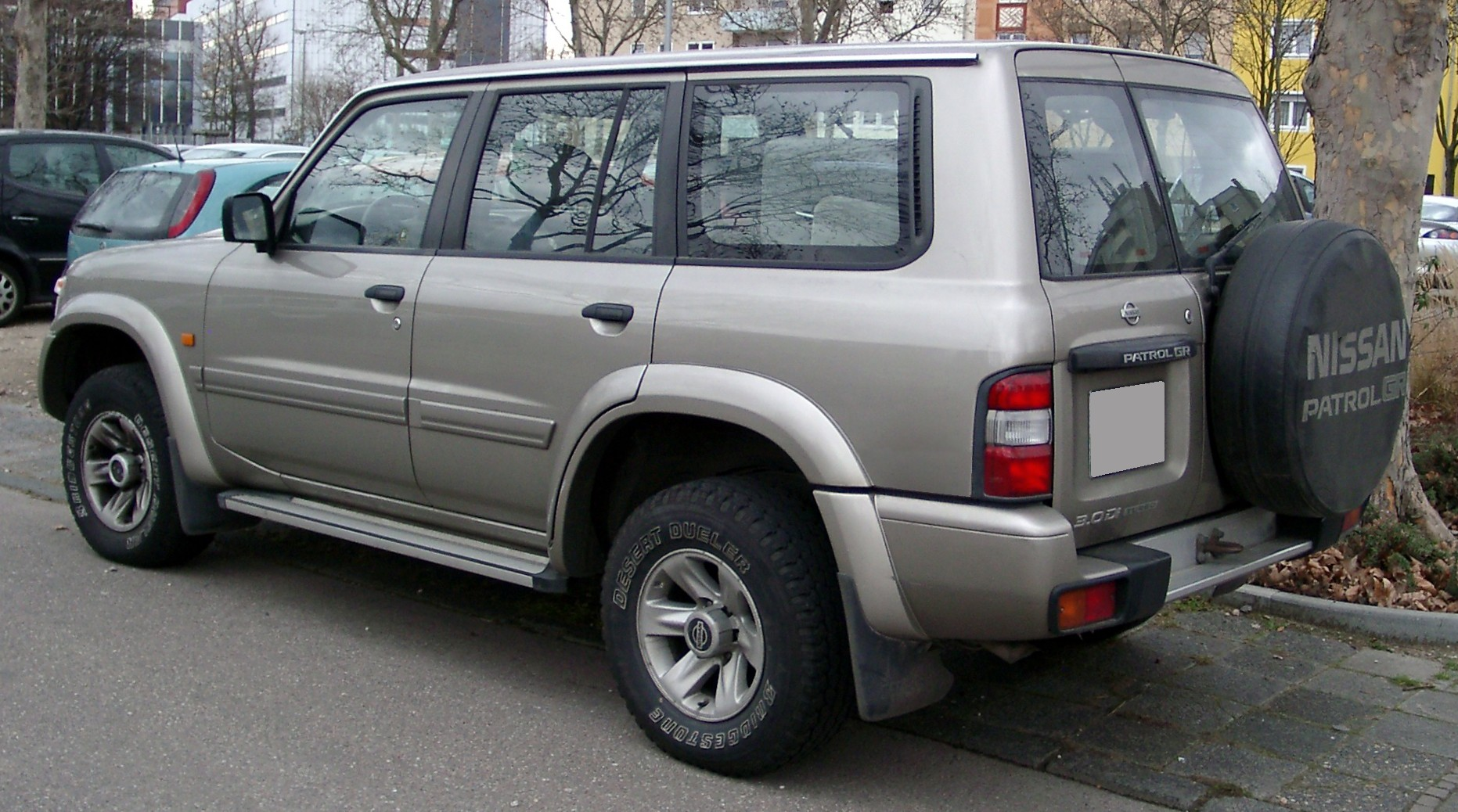
Nissan Patrol Y61 (1997—2001)

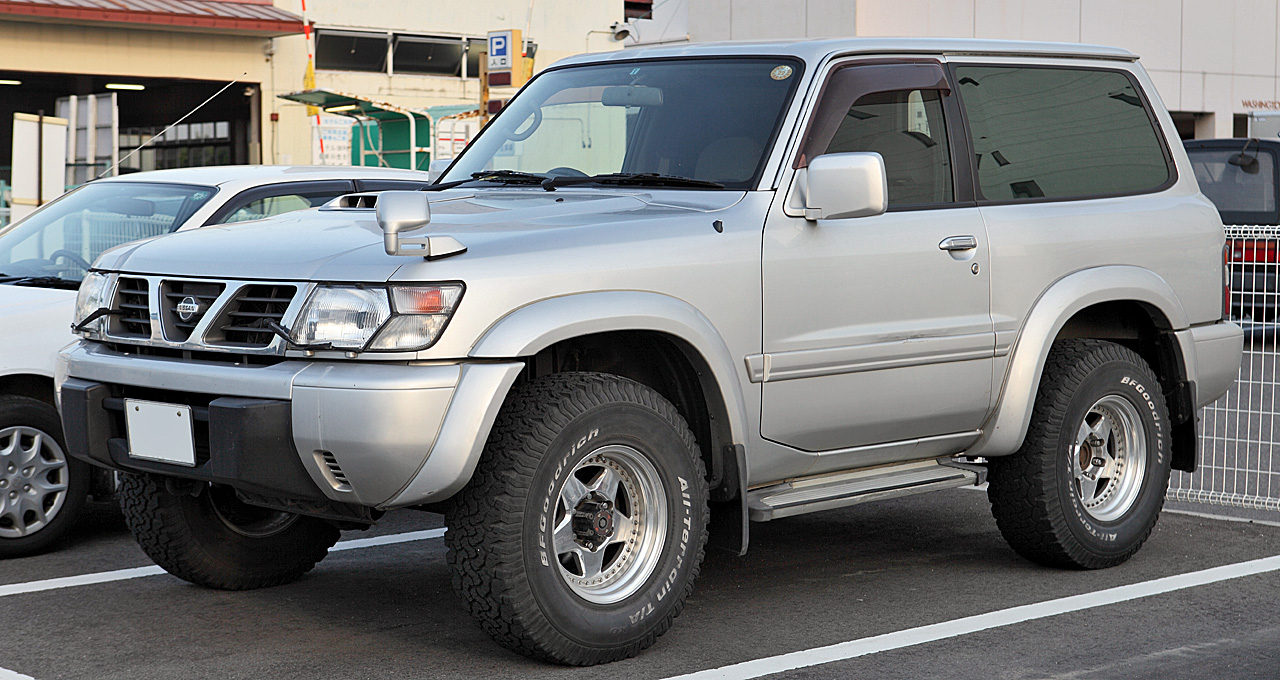
Nissan Safari Y61 3-дв. (1997—2001)

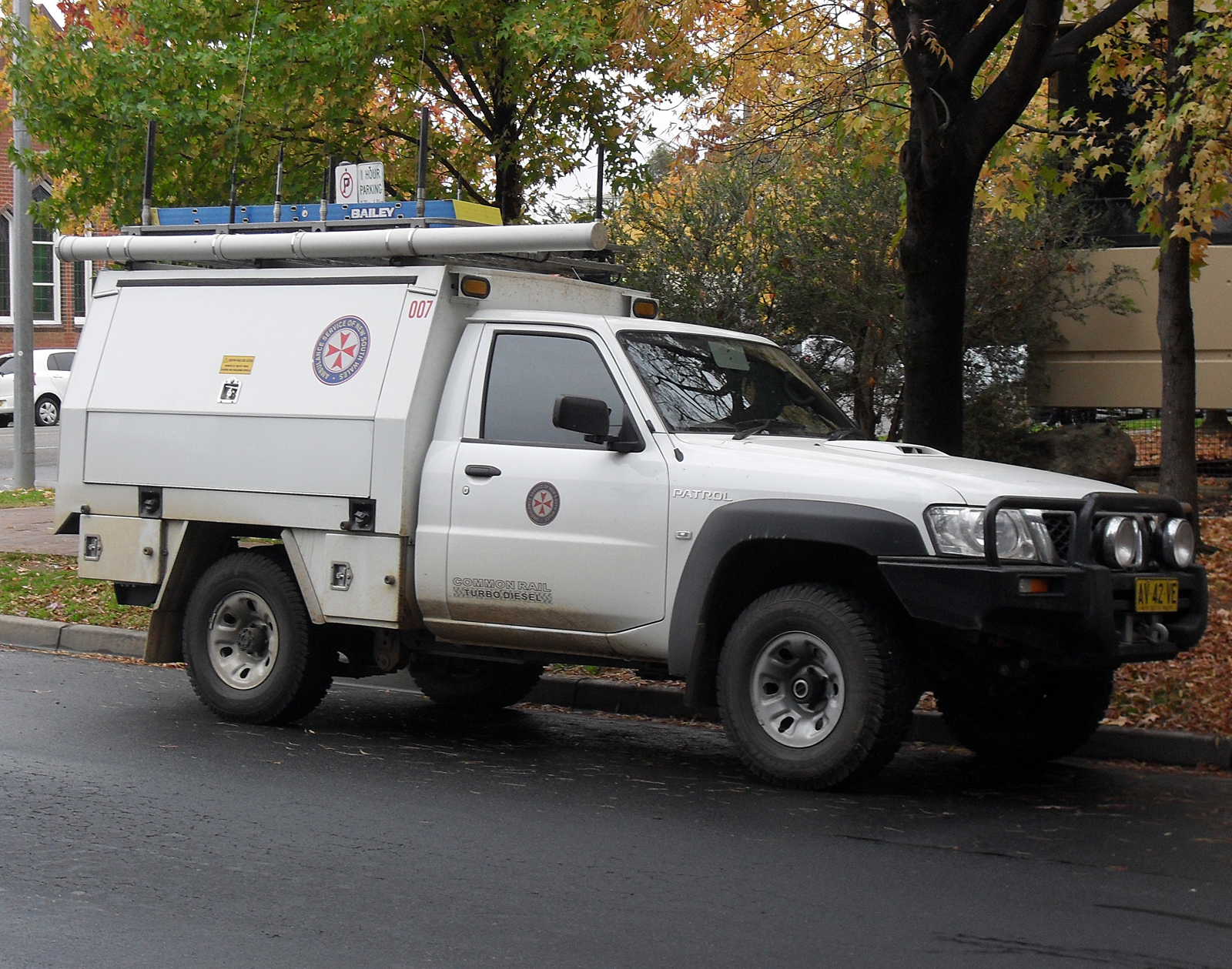
Швидка на шасі Nissan Patrol Y61

Модель Patrol GR, вперше показана восени 1997 року на Франкфуртському автосалоні, являє собою вже п'яте покоління флагмана позашляховиків популярної серії, що одержав індекс Y61.
Кузов автомобіля повністю оновлений, Patrol GR отримав округлі обтічні форми в дусі віянь часу, збільшені габарити і ще більш багате оснащення. Дизайн нової моделі передає характер автомобіля — потужний, солідний позашляховик із високим рівнем комфорту. Зовнішній вигляд відповідає образу витривалого і суворого позашляховика. Patrol GR можна впізнати за хромованою перемичкою на фальшрадіаторній решітці у вигляді букви V. Маючи габаритну довжину 5010 мм, шириною 1930 мм і висотою 1855 мм (в 5-тидверній версії), здатний долати водну перешкоду глибиною 700 мм (попередник — 600 мм) і має чудовий кут в'їзду і з'їзду, Patrol GR є одним із найбільш значних і практичних позашляховиків. Крім подовженої 5-дверної версії існує також 3-дверний варіант виконання моделі з короткий базою (4395 × 1840 × 1840). Patrol має велику кількість варіантів виконання за типом кузова: хардтоп (Hardtop), універсал (Station Wagon), пікап (Pickup), вантажопасажирський вен (Van), із стандартним і збільшеним об'ємом кузова.
Максимальний кут допустимого крену збільшився до 48° (з 44° на попередній моделі).
Крім цього, Patrol GR V покоління, як і його попередники має систему повного приводу типу Part-time, та пропонує вибір задньопривідного режиму руху на нормальних дорогах або повнопривідного у важких дорожніх умовах. Перемикання цих режимів може бути зроблено під час руху. Роздавальна коробка дозволяє водієві перемикатися на понижену передачу в важкопрохідних місцях, а задній диференціал підвищеного тертя є стандартним обладнанням або може бути замінений на опційний задній диференціал, що примусово блокується. Технічні удосконалення забезпечують високу стійкість Patrol GR на шосе і в умовах бездоріжжя. Підвіска спереду і ззаду пружинно-важільна залежна зі стабілізатором поперечної стійкості. Patrol GR був першим у Європі автомобілем зі стабілізатором поперечної стійкості, що відключається. При їзді по дорозі включений стабілізатор забезпечує стійкість і комфорт пасажирів, не допускаючи крен кузова. При їзді по бездоріжжю вимкнений стабілізатор допускає максимальне переміщення коліс відносно кузова, поліпшуючи зчеплення з дорогою.
До 2000 року модель оснащувалася дизельним двигуном RD28ETi 2,8 л (130 к. с.), а після — дизельним ZD30DDTi 3,0 л (158—160 к. с.), крім того на деяких ринках були ще дизелі TD422 4,2 л (125 к. с.) і TD42T3 4,2 л (160 к. с.). Також на Nissan Patrol ставився бензиновий двигун TB45E Р6 4,5 л потужністю 197 к. с. Коробка передач автоматична 4—5 діапазонів або механічна 5-ступенева.
У 2001 році відбувся перший рестайлінг моделі: нові бампери, трохи змінений салон.
У 2004 році відбувся другий рестайлінг моделі: нова оптика, бампери, повністю новий салон, новий бензиновий двигун TB48DE Р6 4,8 л потужністю 245 к. с.
Його двигун TB48DE дуже популярний серед тюнінгової спільноти на Близькому Сході, особливо в ОАЕ. Двигун TB48DE легко модифікується, і показано, що він здатний працювати з понад 2000 к.с.
Станом на 2014 рік Nissan припинив виробництво моделі п’ятого покоління в усьому світі, за винятком Південної Африки, Близького Сходу, Парагваю, Гаїті, Філіппін, Непалу, Болівії, Шрі-Ланки та деяких країн Африки та Східної Європи, де 4x4 змагався з Toyota Land Cruiser (J70). В Австралії Y61 продавався до 2016 року разом із Y62.
Також було випущено кілька спеціальних версій комплектації у відповідних регіонах, де Y61 продавався та зараз продається, деякі з них – The Presidential edition і 4XPRO edition (Філіппіни), The Legend Edition (Філіппіни, Південна Африка та Австралія), Видання «Special» Super Safari (Близький Схід), видання The Falcon (Близький Схід), видання Gazelle, Gazelle Storm і Gazelle X (Близький Схід).

Y61 все ще вироблявся та використовувався установами Організації Об’єднаних Націй у різних країнах, а також деякими військовими підрозділами та державними секторами. Вони в основному використовуються як транспортні засоби супроводу безпеки, головні транспортні засоби та патрульні підрозділи. Виробництво нарешті припинилося у 2023 році, а список моделей було видалено з офіційних веб-сайтів Nissan у 2024 році.

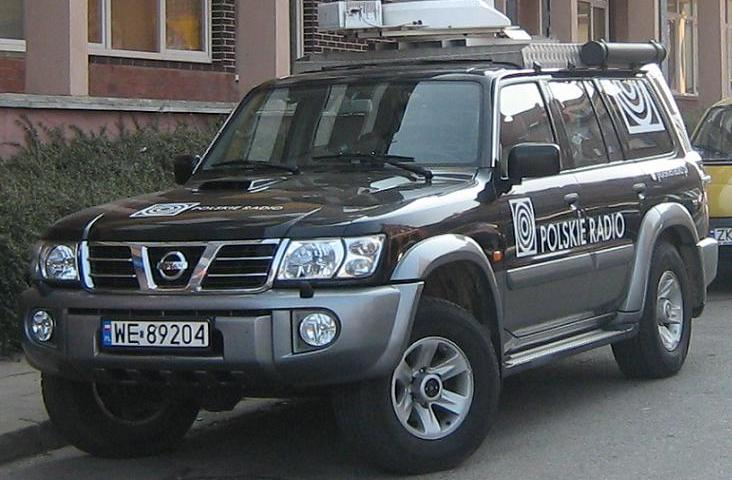
Nissan Patrol Y61 5-дв. (2001—2004)
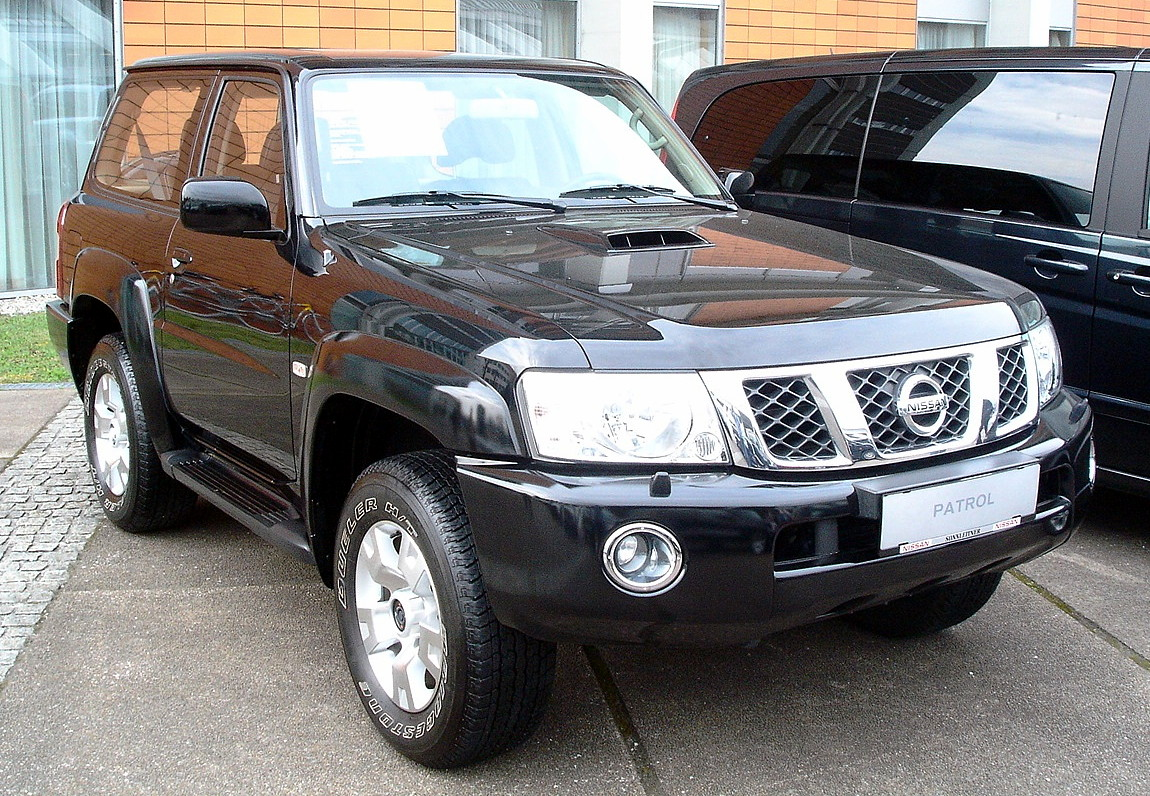
Nissan Patrol Y61 3-дв. (2004—)
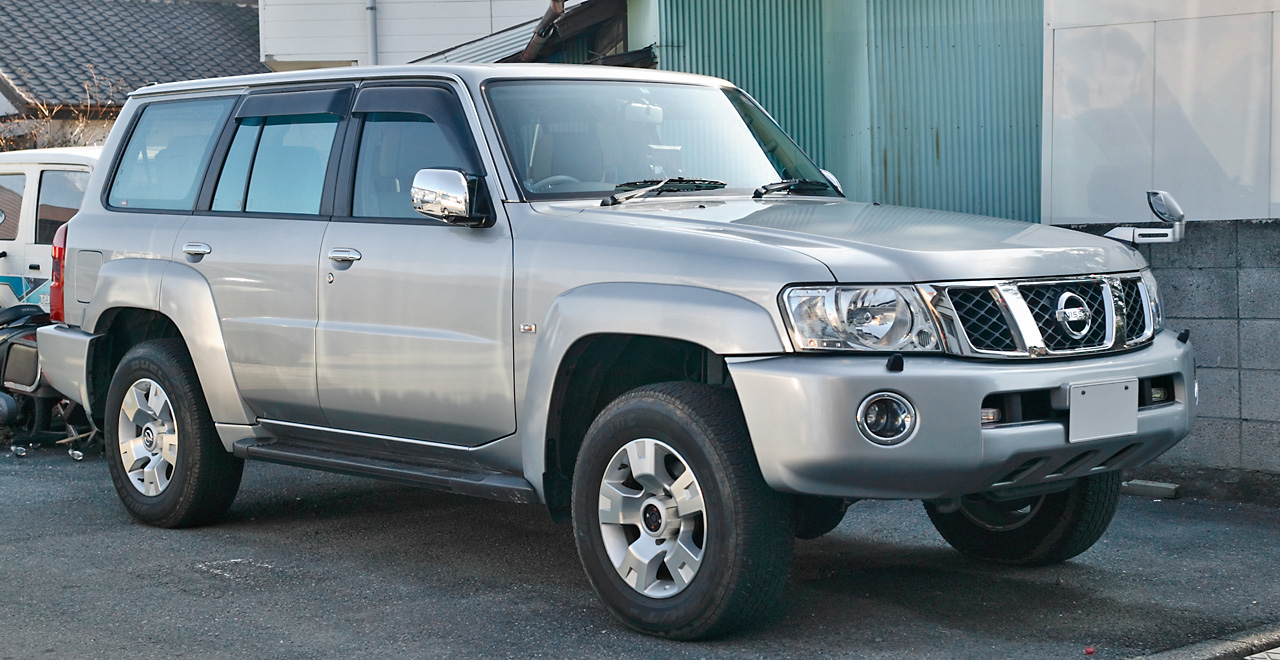
Nissan Safari Y61 5-дв. (2004—)
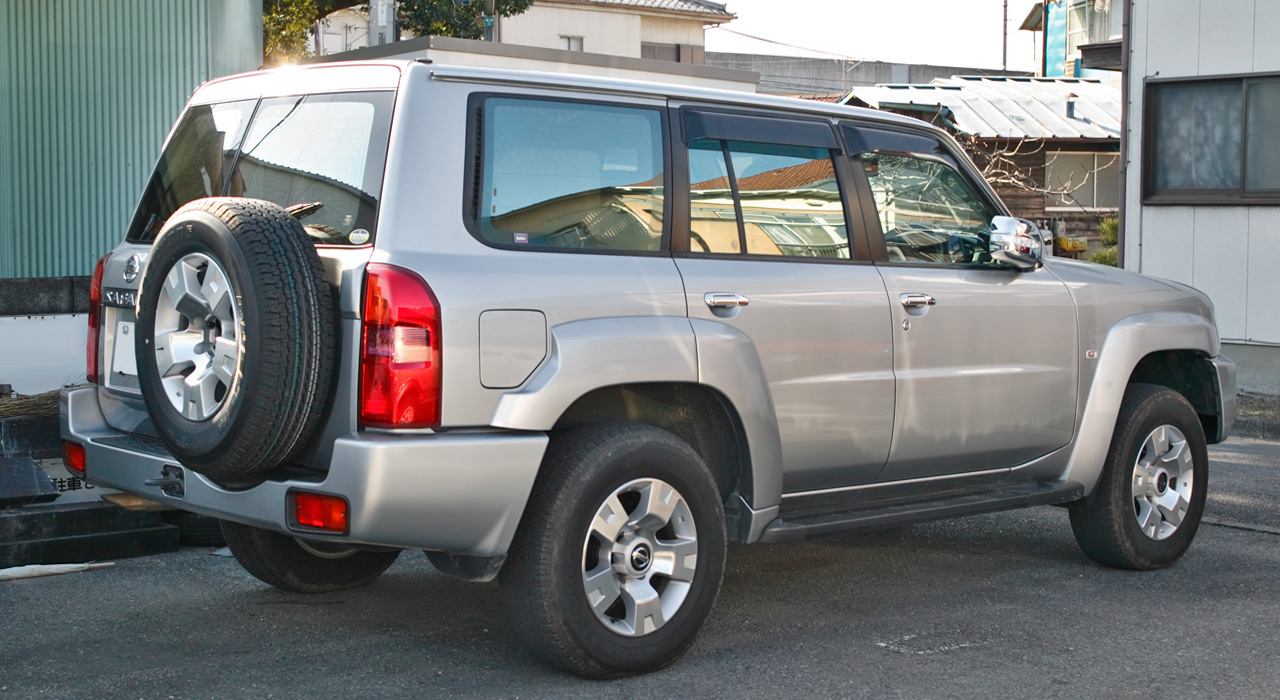
Nissan Safari Y61 5-дв. (2004—)
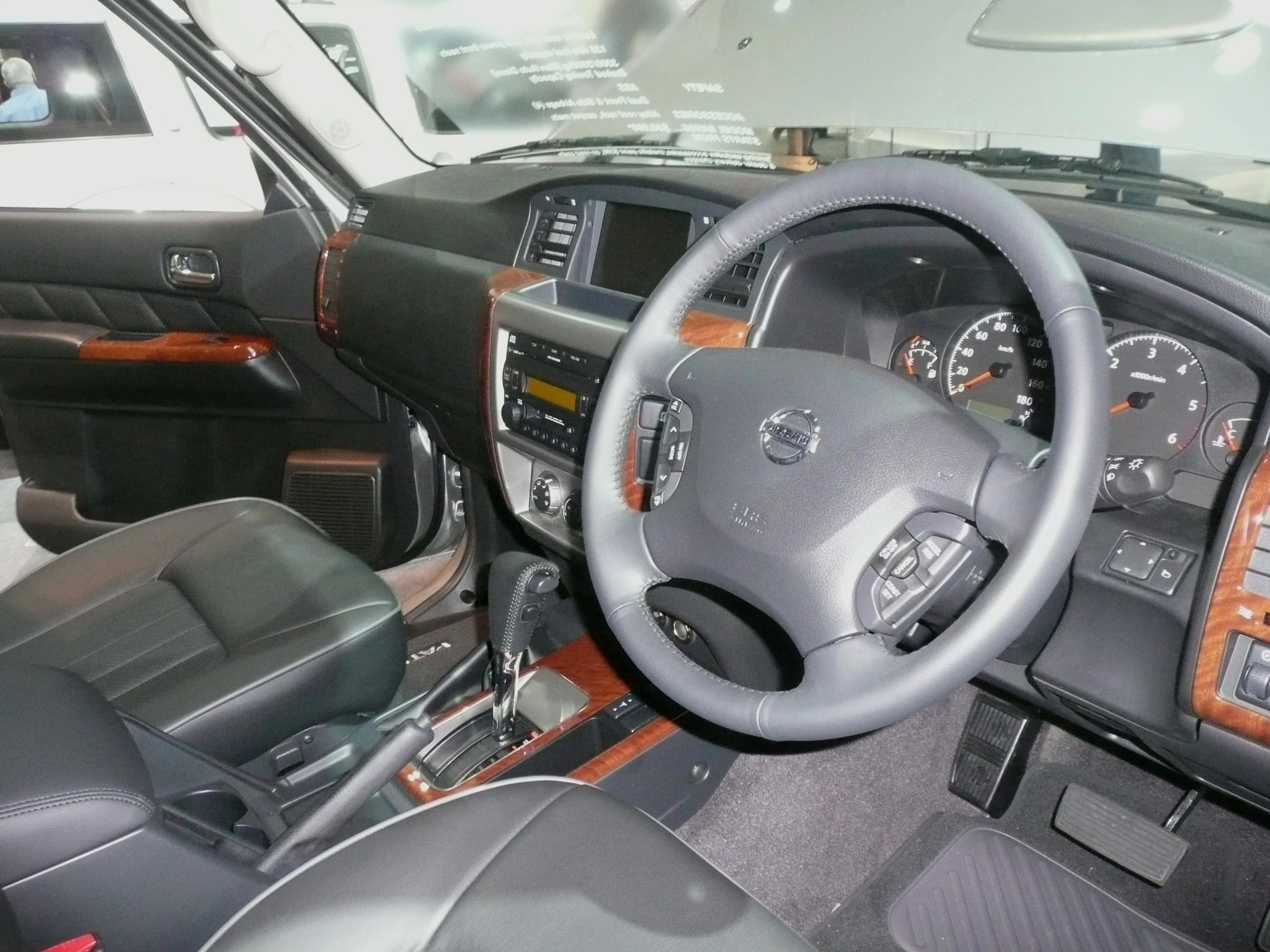
Салон Nissan Patrol Y61 (2004—)

### Двигуни
- 4,5 л TB45E Р6 200 к. с. 350 Н·м
- 4,8 л TB48DE Р6 251 к. с. 400 Н·м
- 2,8 л RD28ETi diesel 135 к. с. 252 Н·м
- 3,0 л ZD30DDTi diesel 158—160 к. с. 354 Н·м
- 4,2 л TD422 diesel 125 к. с. 272 Н·м
- 4,2 л TD42T3 diesel 160 к. с. 330 Н·м
- 4,2 л TD42Ti diesel 160 к. с. 360 Н·м

## Шосте покоління— Y62 (2010-)

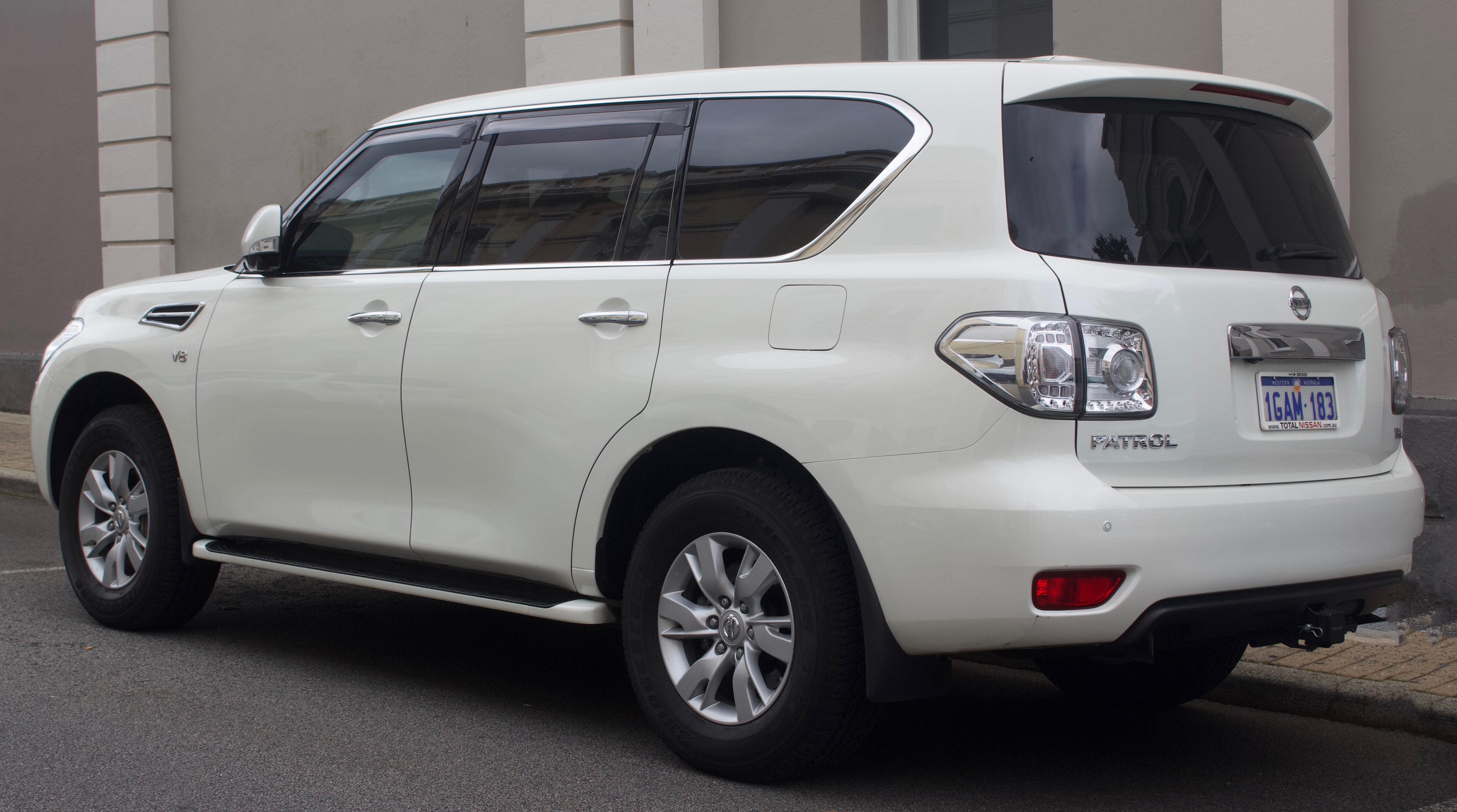
Nissan Patrol Y62 (2010—2013)

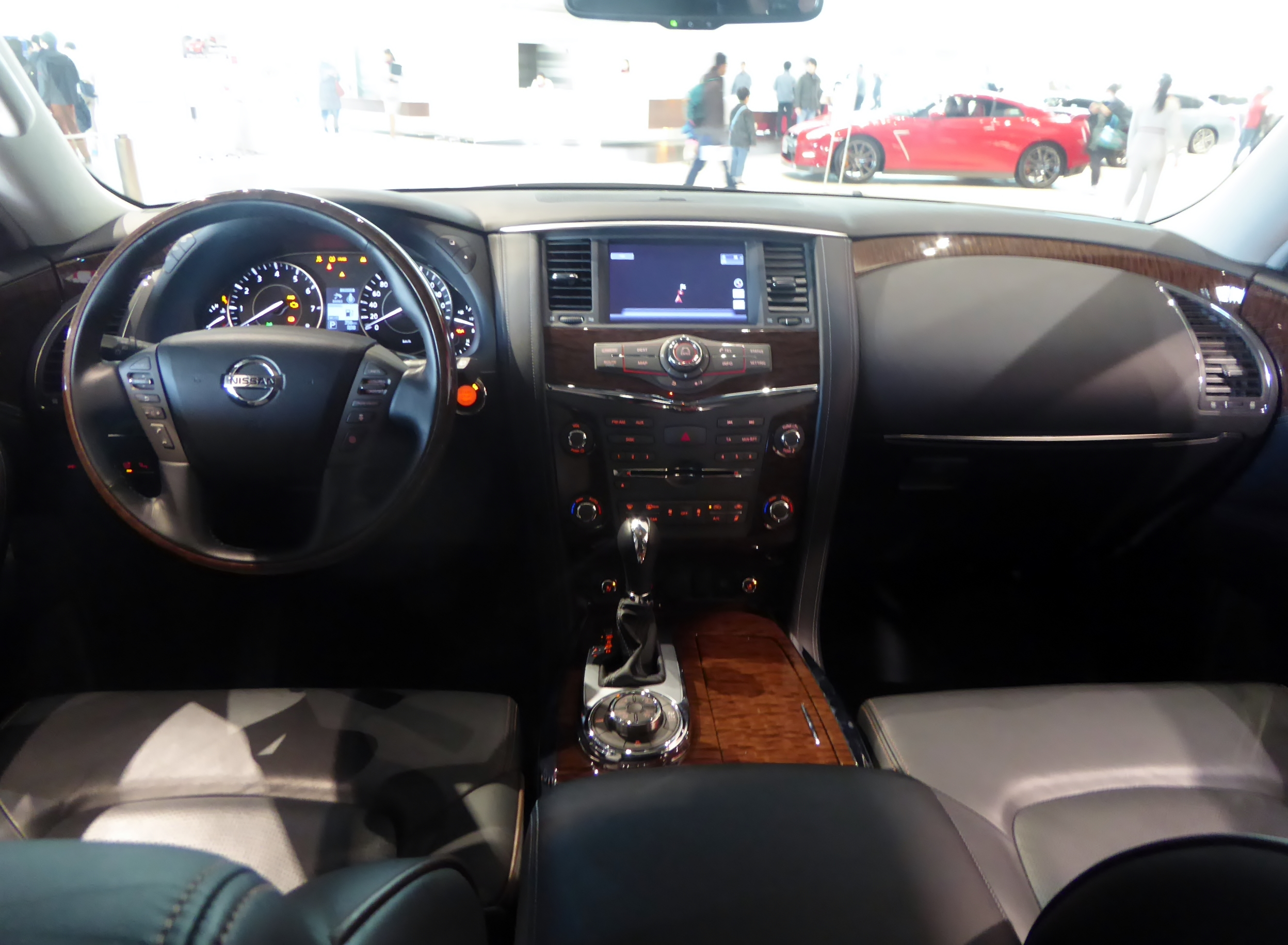
Салон Nissan Patrol Y62

14 лютого 2010 року Nissan представив нове покоління позашляховика Patrol, прем'єра цієї моделі пройшла в Абу-Дабі.
Зовнішній вигляд Patrol зазнав значних змін. Іншим став і салон, який отримав дорогу обробку і масу новинок, включаючи складну систему кондиціонування повітря — машина не тільки стежить за температурою і чистотою повітря, але й формує спеціальний повітряний прошарок між вікном і пасажиром. Остання функція покладена на невеликі повітроводи над вікнами, які подають холодне повітря вертикально вниз. У результаті салон набагато менше нагрівається (ще раз повторимо — арабський ринок дуже важливий для Patrol).
Новий Patrol отримав весь необхідний для бездоріжжя арсенал: великий дорожній просвіт, система повного приводу, знижені передачі, електронне блокування диференціалів, можливість «розпускати» стабілізатори, всілякі електронні помічники і багато іншого. Натомість автомобіль позбувся рами і нерозрізного заднього моста.
Є в Nissan і своя система стабілізації кузова в поворотах під назвою Hydraulic Body Motion Control System (HBMC) — у тойотівців аналогічна система називається KDSS.
Під капотом автомобіля розміщено двигуни — V8 об'ємом 5,6 л, потужністю 320 (VK56DE) або 405 к. с. (VK56VD). Двигуни працюють у парі з різноманітними коробками передач.
У 2013 році Patrol оновили, причому арабська версія відрізняється від японської фарами, бамперами і оснащенням.
У Nissan Patrol 2016 року представлені ультра-сучасні і стильні дизайнерські деталі, вдосконалене обладнання й унікальні функції, не використані досі.  Новий Патрол покликаний йти в ногу з часом, залишаючи минулі стандарти дизайну екстер'єру позаду. Оновлений дизайн задньої частини виконаний таким чином, щоб сподобатись покупцям, які знаходяться в пошуку чогось більшого, ніж просто грубий і потужний позашляховик. Усі корпусні лінії і вигини тепер більш плавні і згладжені. Наприклад, двері багажного відділення мають опукло-увігнуту форму, а фари виконані з використанням світлодіодних технологій. Прекрасним доповненням сучасного екстер'єру є масивні 18-дюймові литі диски і шини типу 265 / 70R18. Салон оснащений повним набором різноманітних функцій: можливістю регулювати водійське (8 режимів) і пасажирські сидіння (6 режимів); системою клімат-контролю; кондиціонером (з окремим управлінням для задніх пасажирів); супутниковою навігацією; системою підігріву і охолодження крісел. До розважальних функцій можна віднести: наявність 2 Гб пам'яті для збереження музики, CD/DVD-програвач, AM/FM з підтримкою MP3 і USB-підключенням, Bluetooth з'єднання з можливістю голосового управління.

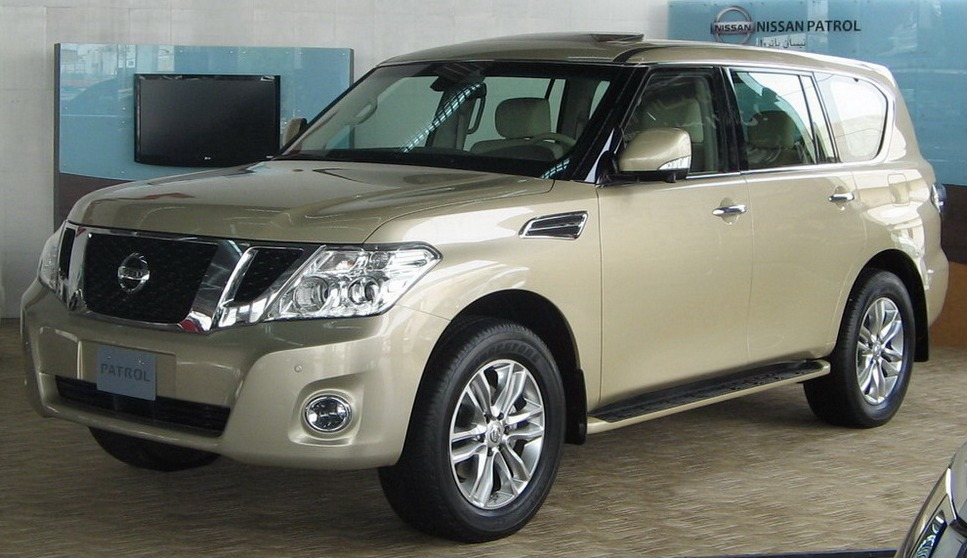
Nissan Patrol Y62 (Арабська версія, 2013—2020)
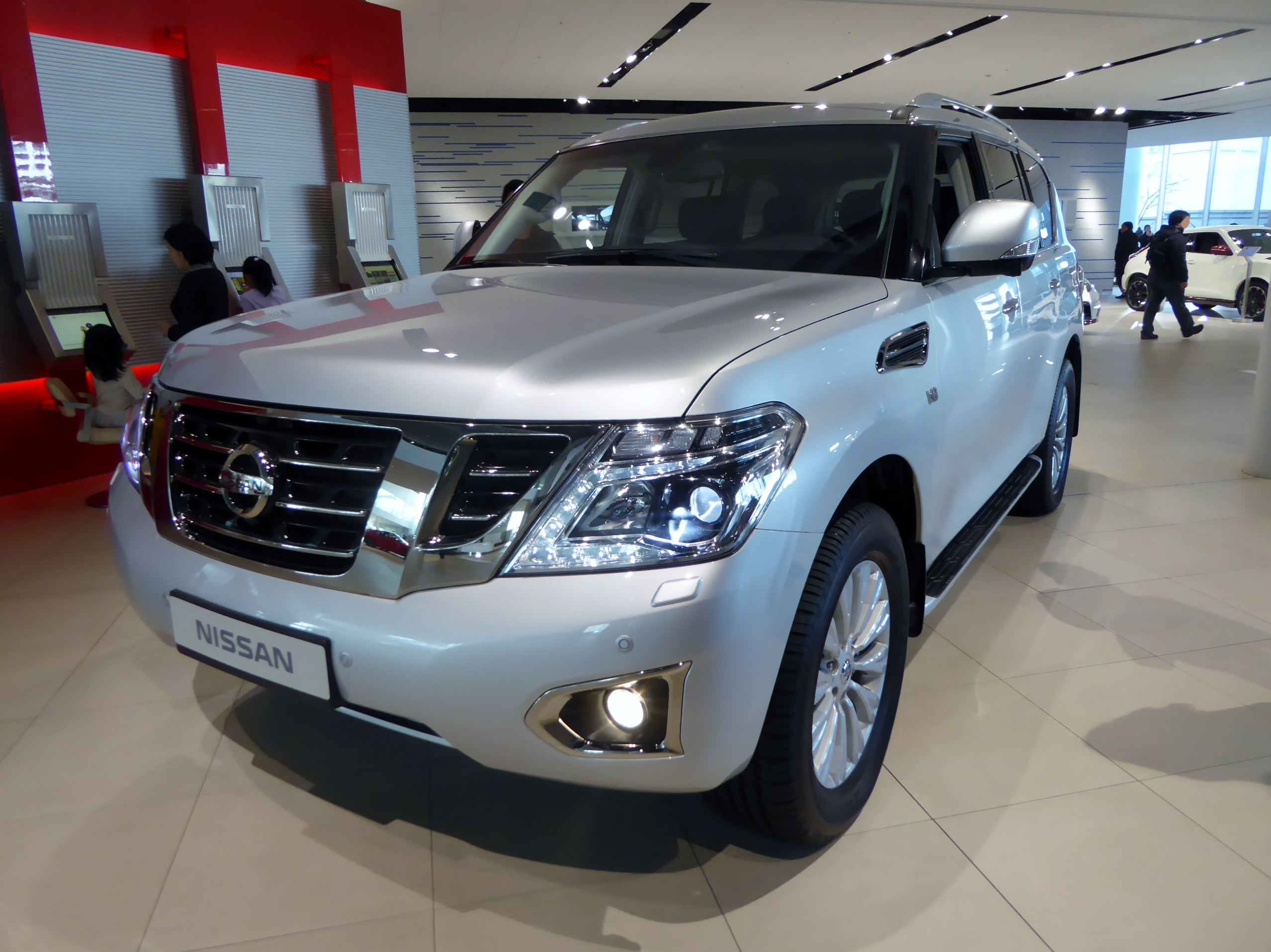
Nissan Patrol Y62 (Японська версія, з 2013)
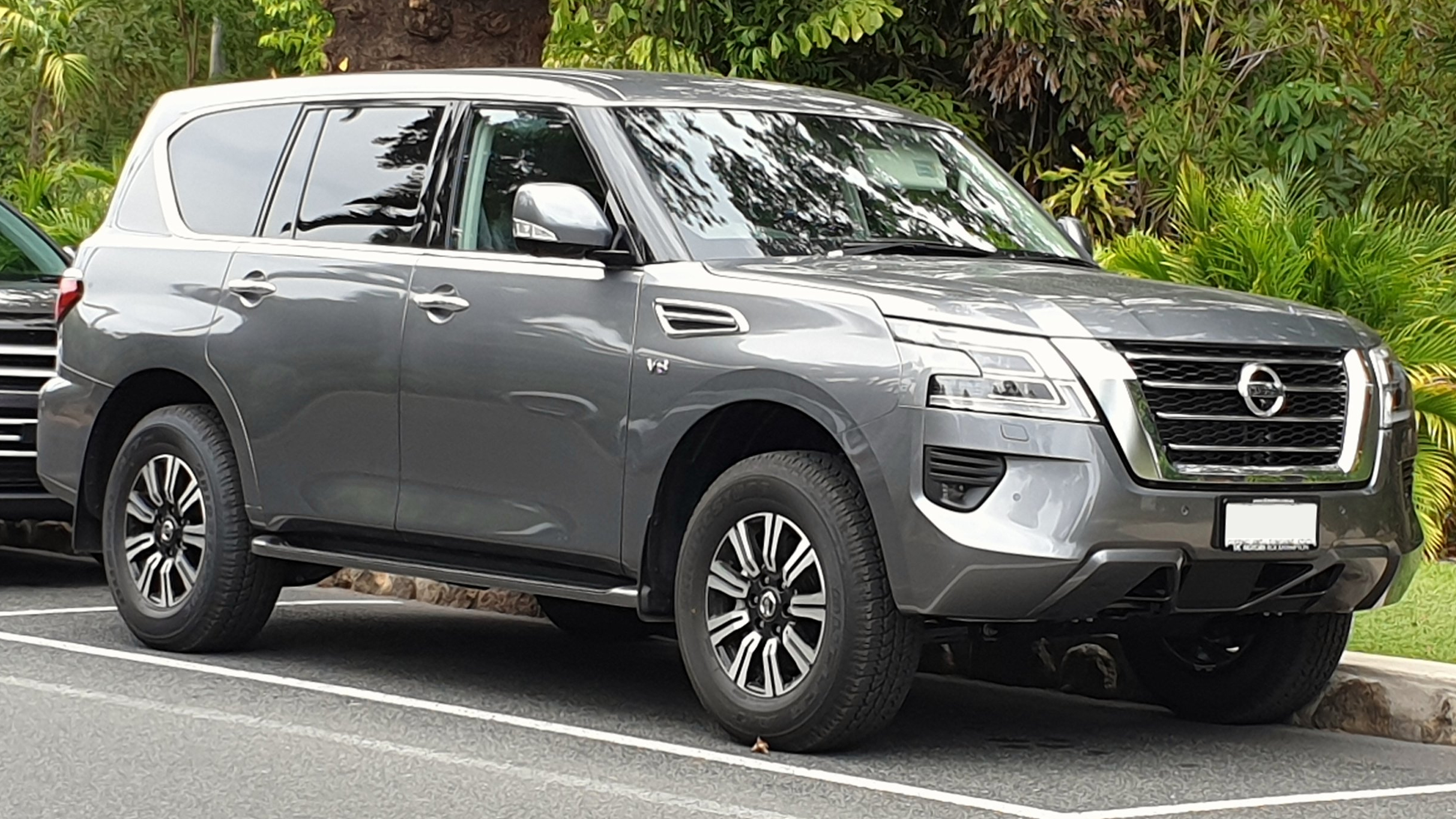
Nissan Patrol Y62 (Арабська версія, з 2020)

### Patrol Nismo

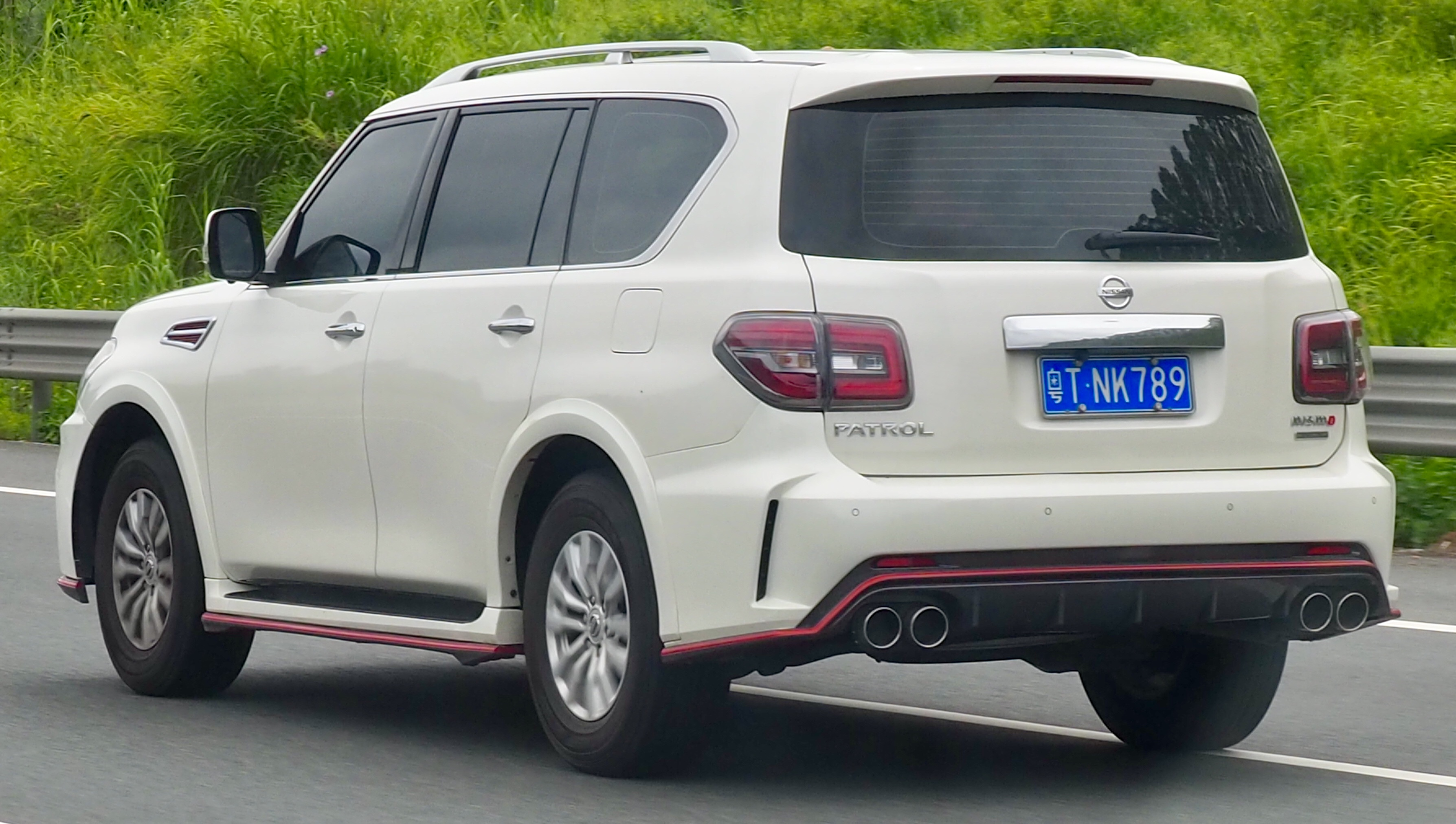
Nissan Patrol Y62 Nismo

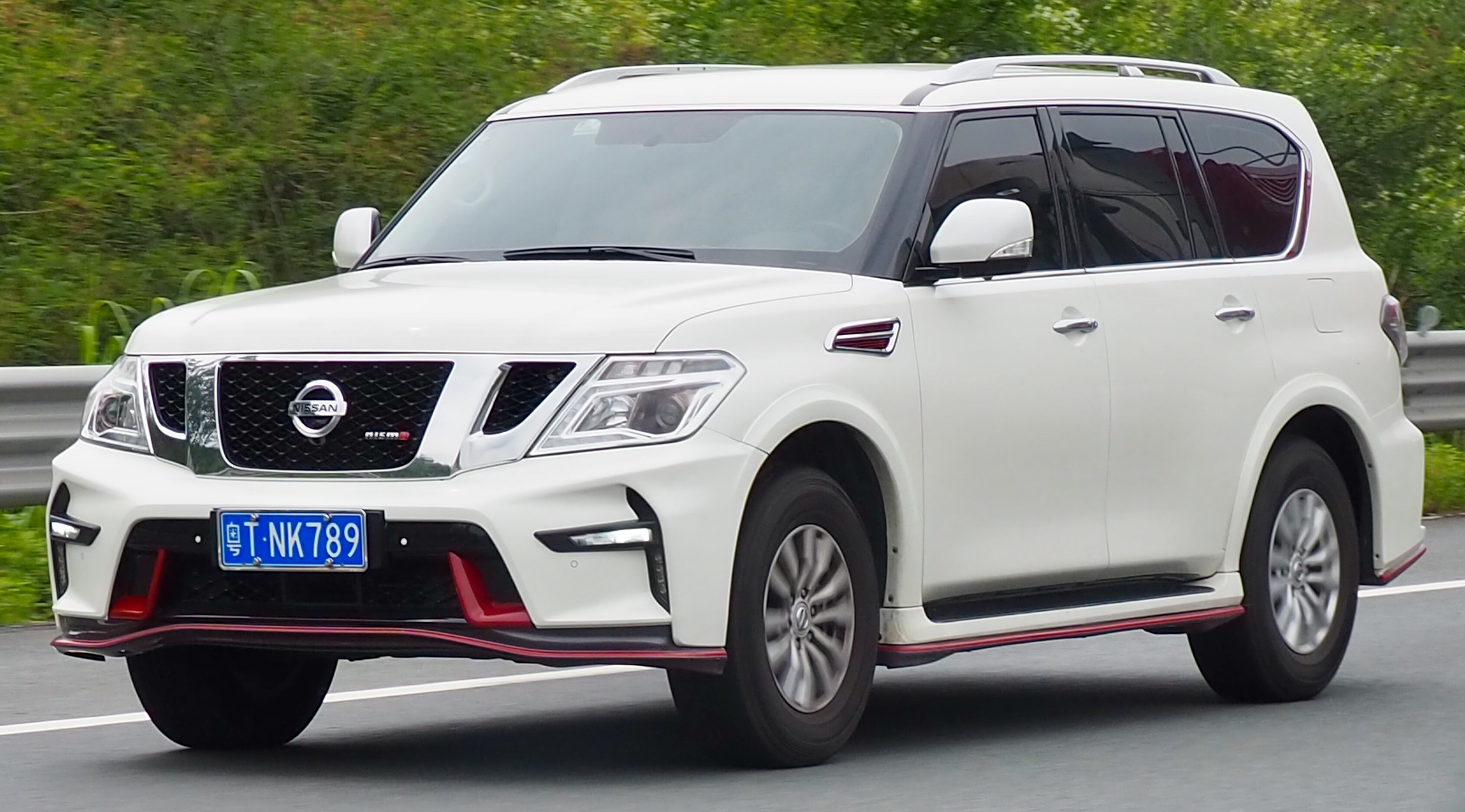
Nissan Patrol Y62 Nismo

У 2015 році в Дубаї дебютувала спортивна модифікація Nissan Patrol Nismo. Patrol Nismo отримав 5,6-літровий V8 потужністю 435 к. с., перенастроєне кермо, підвіску з амортизаторами Bilstein, ковані колісні диски Nismo Rays діаметром 22 дюйми, аеродинамічний пакет Zero-Lift, що пригнічує підйомну силу, і підсилювачі кузова, що впливають на його жорсткість.

### Двигуни
- 4,0 л VQ40DE V6 275 к. с. 390 Н·м
- 5,6 л VK56DE V8 320 к. с. 526 Н·м
- 5,6 л VK56VD V8 405 к. с. 560 Н·м
- 5,6 л VK56VD V8 Nismo 435 к. с. 565 Н·м

## Сьоме покоління - Y63 (2024-)

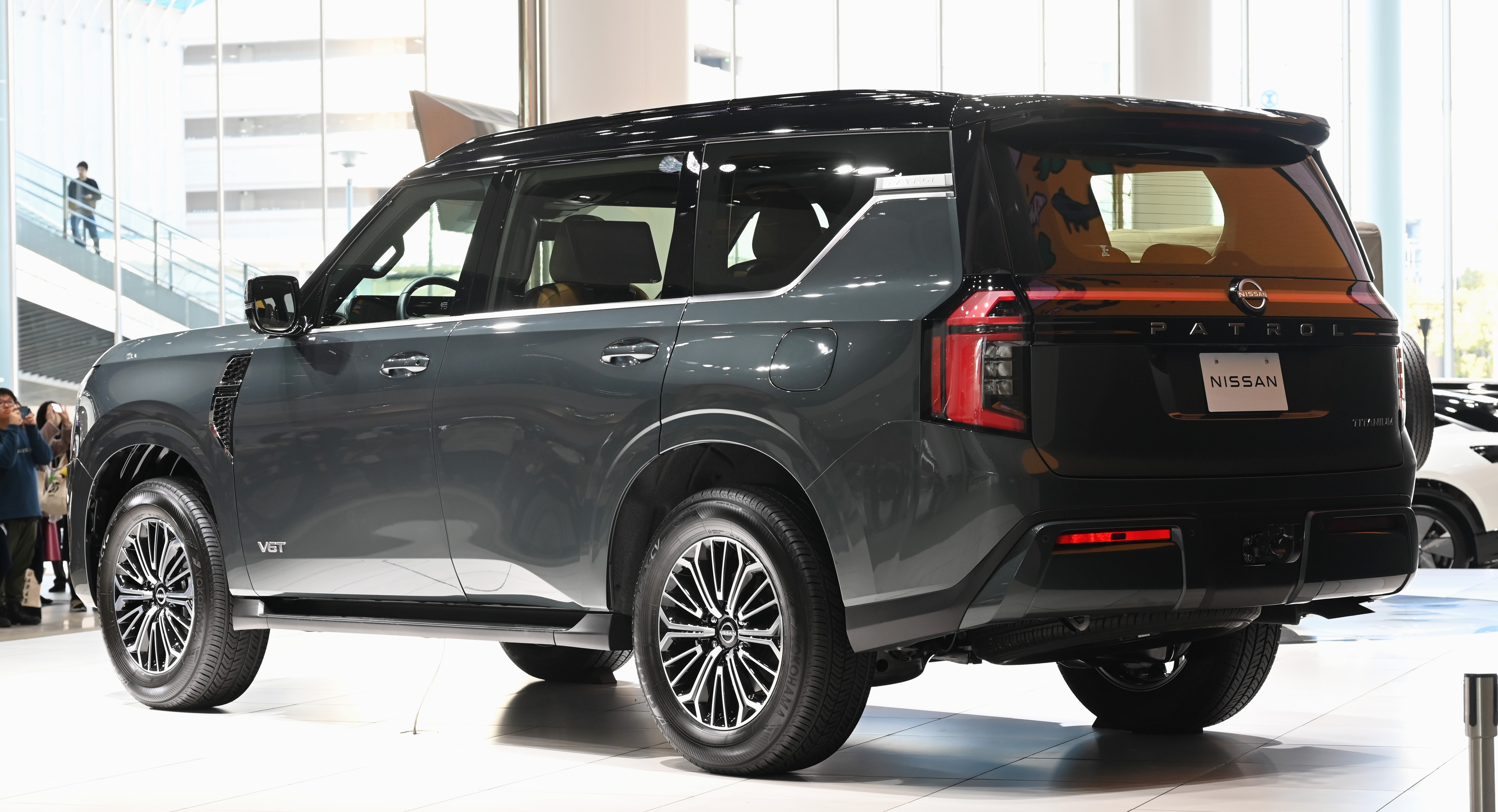
Nissan Patrol Y63

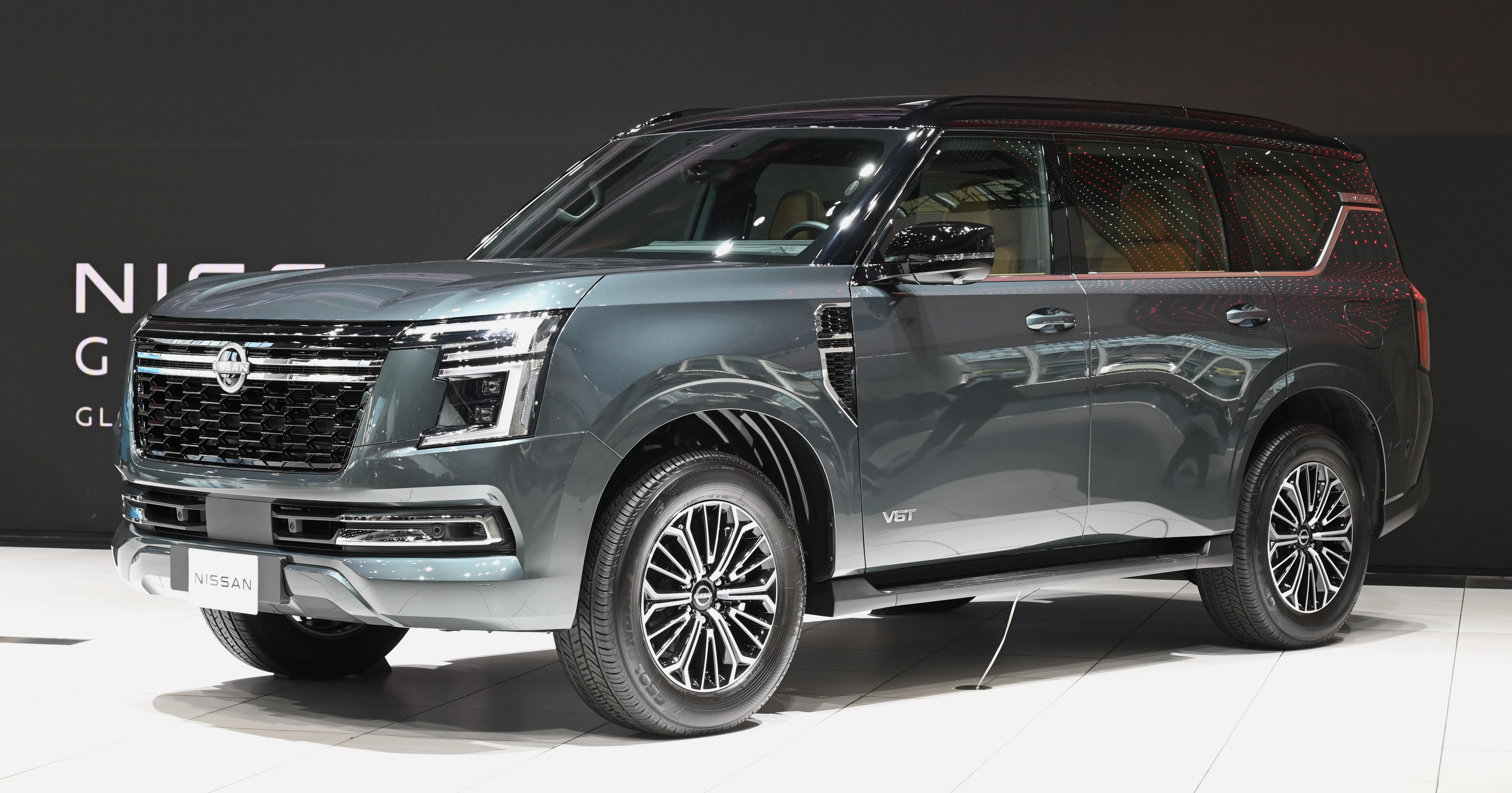
Nissan Patrol Y63

Patrol Y63 представлений 3 вересня 2024 року. 

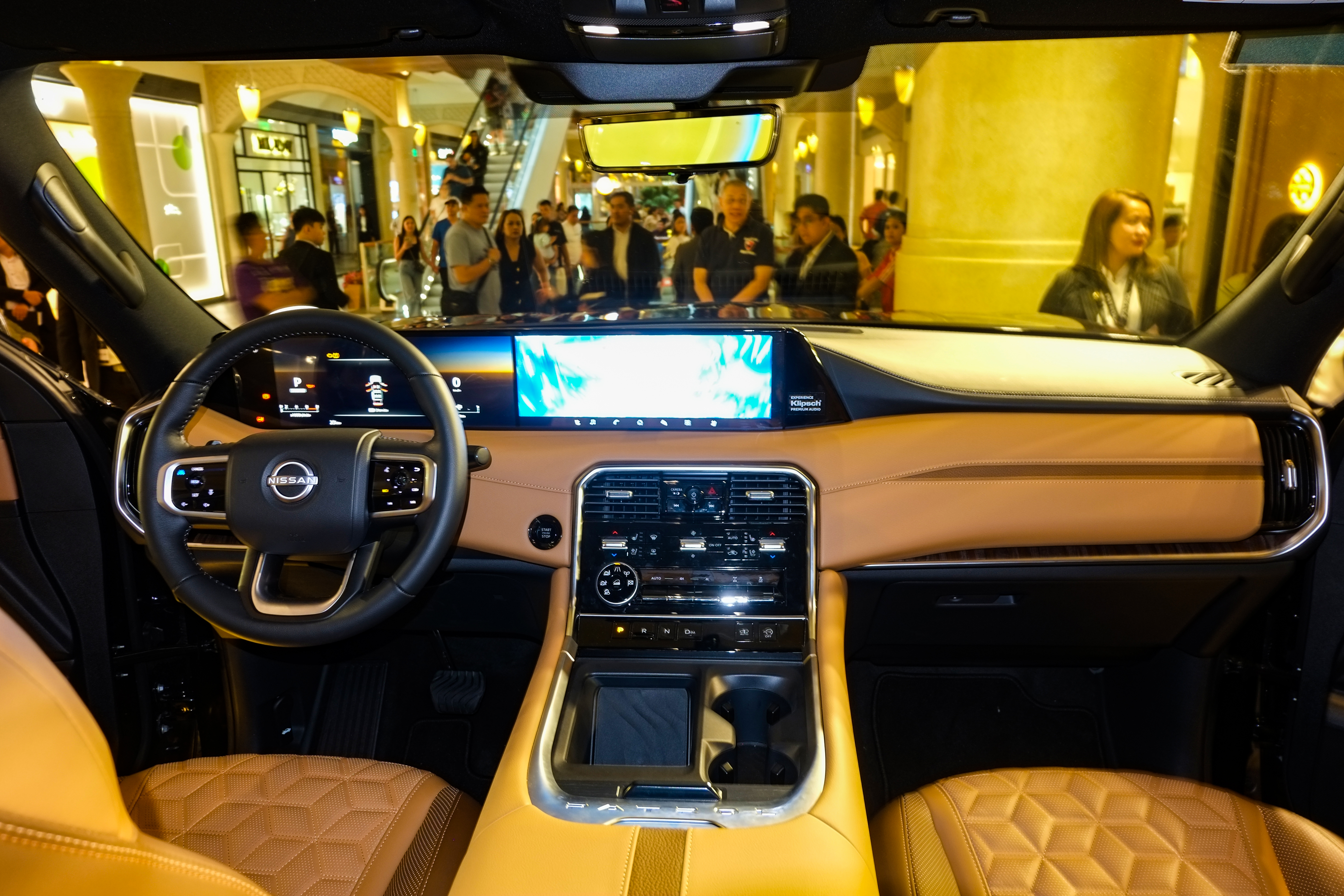

Він надійшов у продаж на Близькому Сході 1 листопада 2024 року. Комплектації, пропоновані для ринку Близького Сходу, включають XE, SE, SE Titanium, SE Platinum City, LE, LE Titanium і LE Platinum City. 

### Двигуни
- 3.5 L VR35DDTT twin-turbo V6 449 к. с. 698 Н·м
- 3.8 L VQ38DD V6 321 к.с.